# Wincenty Kadłubek
Wincenty Kadłubek (łac. Vincentius Cadlubkonis, Vincentius Kadlubek), mistrz Wincenty Kadłubek (łac. magister Vincentius Cadlubkonis) lub mistrz Wincenty zwany Kadłubkiem (łac. magister Vincentius dictus Kadlubek) (ur. ok. 1150 w Kargowie lub Karwowie, zm. 8 marca 1223 w Jędrzejowie) – autor Kroniki dziejów Polski, uważany za jedną z najważniejszych postaci w dziejach literatury i historiografii polskiej; określany mianem „ojca kultury polskiej”; biskup krakowski.
O jego życiu źródła średniowieczne przekazały niewiele informacji. Hagiograficzne żywoty Kadłubka, spisane dopiero w XVII wieku, uznawane są we współczesnej nauce za mało wiarygodne. Od XIX wieku toczą się wśród mediewistów spory – między innymi nad znaczeniem zagadkowego przydomka Kadłubek, pochodzeniem społecznym Wincentego, miejscem jego studiów, źródłami formacji intelektualnej i osobowości, szczegółami jego kariery politycznej oraz kościelnej, a także czasem i fazami pisania przez niego Kroniki.
Najprawdopodobniej pochodził z możnowładztwa małopolskiego, kształcił się we Francji i być może w Italii. Po powrocie do kraju pracował jako scholastyk w szkole katedralnej krakowskiej oraz kapelan książęcy Kazimierza Sprawiedliwego i Leszka Białego. Objął urząd prepozyta sandomierskiego, a następnie został wybrany biskupem krakowskim. Uczestniczył w obradach IV soboru laterańskiego. Pięć lat przed śmiercią zrezygnował ze sprawowania urzędu biskupa i osiadł w klasztorze cystersów w Jędrzejowie. W roku 1764 został ogłoszony błogosławionym Kościoła katolickiego.
Wincenty był pierwszym uczonym i pisarzem Polakiem. Jego prekursorska Kronika uważana jest za fundamentalny pomnik literatury narodowej, gdyż oddziałała w dużym stopniu – bezpośrednio lub pośrednio – na rozwój całej kultury polskiej. Pisząc traktat o dziejach własnego kraju, Kadłubek wprowadził do rodzimej tradycji, między innymi, dziedzictwo cywilizacyjne starożytnych Grecji i Rzymu, co stało się trwałym elementem kultury polskiej.
Praca Kadłubka była przez wieki powszechnie używana w szkolnictwie, a ponieważ w tekście Kroniki Wincenty pozostawił silne piętno własnych poglądów i osobowości, jego opowieści oraz opinie kształtowały świadomość historyczną i narodową Polaków. Zdania czy zwroty Kadłubka były przytaczane niezliczoną liczbę razy przez tak wielu autorów, że współcześnie używa się popularnych z niego cytatów często bez świadomości, że pochodzą one od mistrza Wincentego.
W XIX i XX wieku uczeni zanegowali wiarygodność tak zwanych podań wincentyńskich o początkach Polski, a także podważyli autorytet Kadłubka jako rzetelnego historyka. Jednocześnie bardzo wysoko ocenili jego umiejętności literackie, wiedzę prawniczą, retoryczną czy filozoficzną. Ich badania wykazały, że Wincenty był przedstawicielem XII-wiecznej szkoły dziejopisarskiej, która wykład historii pojmowała nie jako relację o faktach, ale zestawienie i objaśnienie literackich przykładów. Celem takiego zestawienia było wyjaśnienie czytelnikowi współczesnej mu rzeczywistości poprzez aktualizujący historię morał. Zdaniem badaczy europejskich Kadłubek był jednym z najważniejszych przedstawicieli humanizmu chrześcijańskiego końca XII i początku XIII wieku.
Szczególną rolę odegrała w dziejach Polski myśl polityczna Wincentego. Był on twórcą określenia państwa polskiego mianem Rzeczypospolitej. Według niego Polska nie była własnością monarchy, lecz społeczeństwa rządzącego się prawem stanowionym i wybierającego sobie władców. Tak rozumiana Rzeczpospolita powinna stać się – według Kadłubka – ojczyzną ludzi wolnych, bronioną męstwem swych obywateli, tworzących jeden naród. Całe jego dzieło to traktat historyczny, w którym udowadnia tezę, że najważniejszą wartością w życiu każdego człowieka i całej społeczności jest dobro ojczyzny oraz próbuje odpowiedzieć na pytanie, sformułowane na pierwszych kartach Kroniki: pod kim zaczęło się dzieciństwo naszych konstytucji?

## Imię i przydomek

### Imię
Na przywileju dla opactwa cystersów w Jędrzejowie, wystawionym przez Kazimierza Sprawiedliwego w roku 1166, imię Kadłubka zostało podane w formie Vincentius. Podobnie na dokumencie tego samego władcy z roku 1189 – Kadłubek został wpisany na listę świadków jako Vincentius magister.
Sam autor podał swoje imię na kartach Kroniki polskiej w formie Vincencius. W księdze IV, rozdziale 16, pod rokiem 1191 napisał: Vidit enim Vincencius, qui scripsit haec, et scimus quia verum est testimonium eius. Fragment ten uważany jest współcześnie za autentyczny, pochodzący od samego Wincentego. Rękopis eugeniuszowski Kroniki kończy się kolofonem, który jest najprawdopodobniej wstawką kopisty, dopisaną około połowy XIII wieku. W kolofonie tym imię autora zostało podane w formie Vincencius: Finit cronica siue originale regum et principum Polonie edita per magistrum Vincencium Cracouiensem episcopum. W pochodzącym z około połowy XIII wieku Kalendarzu kapituły krakowskiej Kadłubek został również określony jako Vincencius. Pod dniem 8 marca zanotowano w nim: Vincencius episcopus Cracoviensis, qui capitulo contulit decimas in Schow obiit et in Morimundo requiescit (ręką Jana Długosza dodano w XV wieku: id est in Andrzeyow).
Spisany w drugiej połowie XIII wieku Rocznik kapituły krakowskiej podał imię Kadłubka w formie Wincencius: MCCVIII Wincencius canonice electus a papa Innocencio confirmatus est et per Henricum archiepiscopum in episcopum Cracouiensem consecratus est; MCCXXIII Wincencius episcopus Cracouiensis cedit; MCCXXIII Wincencius episcopus Cracouiensis obiit et in Morimundo quiescit. Formę Wincencius zastosowano także w XIV-wiecznym Katalogu biskupów krakowskich.
W XII wieku w możnowładczych rodach polskich zaczęto używać, obok imion rodzimych, także imion chrześcijańskich – najczęściej aniołów, ewangelistów, apostołów i męczenników. Nie jest znany żaden Polak przed Kadłubkiem noszący imię Wincenty. Natomiast kult świętego Wincentego rozpoczął się na ziemiach polskich w roku 1145. Wówczas to Piotr Włostowic pielgrzymował do Magdeburga, skąd przywiózł do Wrocławia relikwie tego starożytnego męczennika. Relikwie te złożył we wzniesionym przez siebie kościele opactwa benedyktynów na Ołbinie. Kadłubek urodził się kilka lat po uroczystej translacji relikwii świętego Wincentego do Ołbina. Historycy powiązali więc jego imię z tym wydarzeniem i przypuszczają, że ojciec przyszłego kronikarza towarzyszył Piotrowi Włostowicowi w wyprawie do Magdeburga, bądź też że istniały w tym czasie jakieś szczególne więzy między rodzinami Kadłubka i Włostowica. O istnieniu takich związków świadczy również tekst Kroniki – Kadłubek wychwalał w nim Piotra Włostowica oraz jego potomków z rodu Łabędziów.

### Przydomek
Jako pierwszy przydomek Wincentego – w formie Cadlubonis – podał pod koniec XIII wieku, w tekście sporządzonym najprawdopodobniej w roku 1295, autor Kroniki wielkopolskiej. Powołał się on na tekst Kroniki Kadłubka pisząc: Vidit enim Vincencius Cadlubonis. Kopiści Kroniki wielkopolskiej z XV wieku często przekręcali podczas przepisywania niezrozumiały dla nich zapis Cadlubonis na Ladlubonis czy Ladkibonis. Zdaniem badaczy tych rękopisów świadczy to o tym, że w tym czasie drugie imię Wincentego było w skryptoriach nieznane. Natomiast na początku XIV wieku dwa imiona Kadłubka powtórzył za Kroniką wielkopolską  anonimowy franciszkanin, autor tzw. Kroniki Mierzwy.
W połowie XV wieku nad jednym z rękopisów Kroniki wielkopolskiej pracował Sędziwoj z Czechła. W tak zwanym rękopisie Sędziwoja zachowały się jego próby wyjaśnienia nieznanego mu skądinąd zapisu Vincencius Cadlubonis. Sędziwoj dodał do tekstu dwie noty marginalne omawiające to zagadnienie. W jednej z nich uznał domniemane drugie imię Kadłubka za przydomek – jego zdaniem Wincenty był dictus Cadlub („zwany Kadłubem”). Natomiast w innym miejscu sprostował formę Cadlubonis, uznając ją za niepoprawnie zapisany patronimik Cadlubowicz.
W drugiej połowie XV wieku Jan Długosz w Żywotach biskupów krakowskich przytoczył informację z Kroniki wielkopolskiej, ale dokonał jej niewielkiej korekty – zdrobnił Cadlubonis na Cadlubkonis – zapisując: Fulcone mortuo, magister Vincentius Cadlubkonis, natione Polonus, de villa Carwow prope Opathow de domo et familia Rose. Najczęściej uczeni tłumaczą tę korektę grubiańskim brzmieniem „Kadłuba”, niestosownym dla rodowodu czy godności biskupa krakowskiego. Według Długosza bowiem, każdy biskup powinien być przedstawicielem nobilitas – z urodzenia, obyczaju i wykształcenia.
Spolszczona z Cadlubkonis Długosza forma Kadłubek – rozumiana jako przydomek lub patronimik – powszechnie przyjęła się w piśmiennictwie XVI wieku wśród autorów piszących w języku ojczystym. Jan Kochanowski używał domniemanego nazwiska Wincentego – Kadłubski – opierając się na nieznanych współcześnie przesłankach. Forma ta jednak nie przyjęła się, a w XVII wieku stosowano wobec autora Kroniki niemal wyłącznie, w języku polskim, określenie Wincenty Kadłubek. W dokumentach beatyfikacyjnych z XVIII wieku nowy błogosławiony określony został jako Vincentius Kadlubek.
Ponieważ „Kadłubkiem” nie nazwał się w Kronice sam Wincenty i nie określano go takim przydomkiem przez całe następne stulecie, część badaczy jest zdania, że zapis Cadlubonis w Kronice wielkopolskiej był czyimś wymysłem lub polegał na nieporozumieniu. Najczęściej przyjmuje się, że autor lub kopista Kroniki wielkopolskiej błędnie odczytał jakiś niejasny zapis z nieznanego współcześnie źródła. Wśród historyków, którzy akceptowali wiarygodność przydomka, występowały trzy stanowiska w sprawie jego znaczenia – Kadłubek mogło oznaczać „syna Kadłuba”, czyli „Kadłubowica”; ojciec Wincentego mógł nosić inne imię, ale zwano go „Kadłubem”; przydomek Wincentego pochodził od nazwy miejscowości, której znaczenie autor Kroniki wielkopolskiej źle zrozumiał i zinterpretował jako patronimik.
Najstarsze poświadczenie funkcjonowania imienia Kadłub w średniowiecznej Polsce pochodzi z roku 1424. Jednak hipoteza, że ojciec Wincentego miał na imię Kadłub jest współcześnie odrzucana, gdyż odnaleziono dokumenty z drugiej połowy XII wieku, na których jego imię zapisano w formie „Stephanus”. Nie można jednak wykluczyć, że Stefan, ojciec Wincentego, nosił przydomek – nie ma jednak na to żadnych świadectw źródłowych. Ponieważ Stefan należał do stanu rycerskiego, wątpliwe jest, aby nadano mu jeden z przydomków przezwiskowych, których stosowanie znane jest wśród niższych warstw ówczesnego społeczeństwa (np. Głąb, Broda, Gębiec, Golec itp.). Dla XIV wieku poświadczone jest istnienie miejscowości Kadłubiec na Śląsku Opolskim, Kadłubek niedaleko Radomia oraz Kadłubowo koło Płońska na Mazowszu. Dwie pierwsze nazwy wyprowadzane są z „kadłuba” (w znaczeniu wydrążonego pnia drzewa), ostatnia ma charakter patronimiczny. Żadnej z nich nie można powiązać z Wincentym, nie ma więc też dowodu na to, że jego przydomek pochodził od nazwy miejscowości.

## Magisterium
Część źródeł z XIII i XIV wieku tytułuje Wincentego magistrem („mistrzem”). Tytulaturę taką uwypuklił Jan Długosz, nazywając biskupa krakowskiego magister Vincentius Cadlubkonis. Zwrot ten utrwalił się przez wieki tak bardzo, że w języku polskim termin „mistrz” funkcjonuje niekiedy w formie dodatkowego przydomka autora Kroniki polskiej, zapisywanego dużą literą – jako Mistrz Wincenty Kadłubek, Mistrz Wincenty lub Mistrz Wincenty zwany Kadłubkiem.
Na przełomie XII i XIII wieku tytuł magister pojawiał się na kartach dokumentów w trzech znaczeniach. Mógł oznaczać nauczyciela w sensie ogólnym, stanowisko scholastyka w szkole katedralnej lub też być stopniem naukowym wskazującym na ukończenie wydziału sztuk wyzwolonych.
Pewne formy nadawania stopnia magistra przy ukończeniu wydziału sztuk wyzwolonych w Paryżu są poświadczone w źródłach z około 1170 roku. Tytuł ten oznaczał w nich udzielenie prawa do nauczania (veniam legendi) w całej chrześcijańskiej Europie. W tym okresie paryskie fakultety prawa i teologii nadawały zazwyczaj przy ukończeniu stopień doktora, chociaż zwyczaje te nie były jeszcze w pełni ukształtowane. Ostateczna nomenklatura tytułów i stopni naukowych została przyjęta dopiero około połowy XIII wieku.
Magisterium Kadłubka najprawdopodobniej oznaczało, że nauczał on w szkole katedralnej krakowskiej. Spisy scholastyków tej szkoły mają lukę między latami 1177 a 1210. Uczeni uważają, że w tym okresie Wincenty mógł tam pracować, zwłaszcza że w Kronice występują liczne akcenty dydaktyczne i wychowawcze wskazujące na pedagogiczne zainteresowania autora. Jednakże już jako biskup, gdy w szkole katedralnej nauczał bliżej nieznany scholastyk o imieniu Benedykt, w dokumentach Wincenty nadal był tytułowany magistrem. W opinii badaczy jest to dowód na to, że tytuł mistrza oznaczał w jego przypadku także stopień naukowy.
Jednakże za główny dowód posiadania przez Wincentego stopnia naukowego uzyskanego w Paryżu uważa się rozległą wiedzę oraz erudycję, której nie mógł zdobyć w ówczesnych szkołach polskich. Jego znajomość literatury starożytnej i średniowiecznej, retoryki, filozofii czy prawa rzymskiego oraz sposób używania języka łacińskiego wiążą go wyraźnie z francuskimi kręgami intelektualnymi końca XII wieku, a przede wszystkim z paryskim studium generale.

## Życiorys

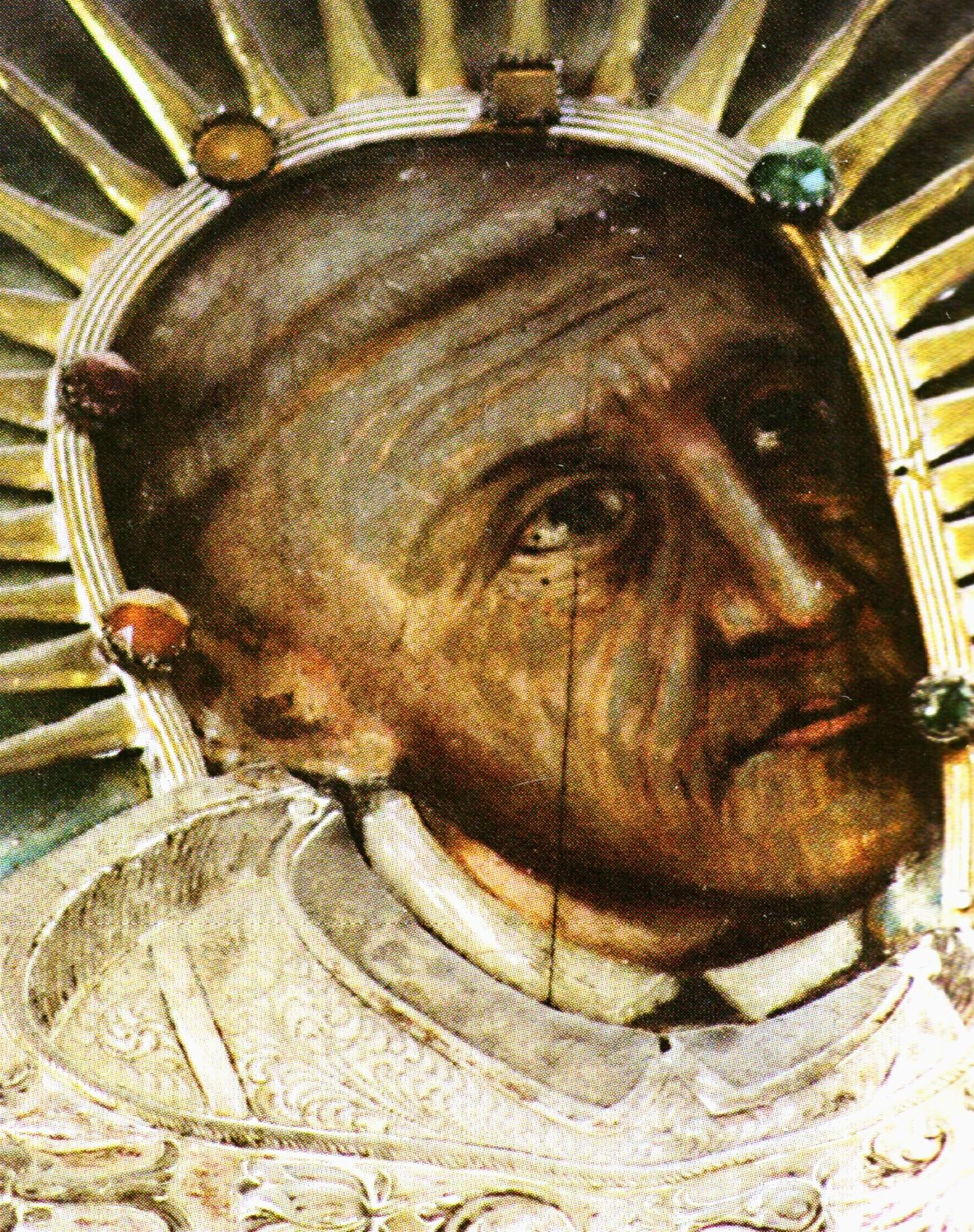
Błogosławiony Wincenty Kadłubek. Fragment obrazu olejnego anonimowego artysty, wiszącego nad relikwiarzem w kościele klasztornym w Jędrzejowie. Dzieło wielokrotnie przemalowywane, pochodzące prawdopodobnie z pierwszej połowy XVIII wieku. Przedstawia Kadłubka en pied z twarzą pooraną zmarszczkami. Obraz został przystrojony w srebrną sukienkę, ufundowaną po roku 1771 przez opata Bernarda Niegolewskiego

### Miejsce i data urodzenia
W historiografii nie rozstrzygnięto definitywnie kwestii czasu i miejsca urodzenia Wincentego Kadłubka.
Według źródeł z XIV i pierwszej połowy XV wieku (Nekrolog jędrzejowski i Katalog biskupów krakowskich) Wincenty Kadłubek urodził się w Kargowie pod Stopnicą. Natomiast w drugiej połowie XV wieku Jan Długosz twierdził – a za nim wpisano tę informację do akt beatyfikacyjnych – że Kadłubek urodził się w Karwowie niedaleko Opatowa. Współcześni historycy opowiadają się za Kargowem, chociaż w Karwowie nadal czci się, zgodnie z katolicką tradycją, miejsce urodzin błogosławionego. Kargów należał jeszcze w XIII wieku do rodziny Kadłubka – na dokumencie z 1228 roku występuje rycerz Sulisław z Kargowa, bratanek Wincentego. Długosza zapewne zmylił fakt, że do dóbr Wincentego, które odziedziczył po ojcu, należały część Karwowa oraz leżące nieopodal Gojców i Nikisiałka.
Według akt beatyfikacyjnych Mistrz Wincenty urodził się w roku 1160 lub 1161. Informacja ta wywodzi się z ustaleń historyków XVII i XVIII-wiecznych. Jednocześnie w tych samych aktach podano informację, że Kadłubek zmarł w wieku 70 lat, co oznaczałoby, że urodził się w roku 1153.
W XIX i XX wieku uczeni próbowali uściślić i skorygować datację z akt beatyfikacyjnych. Ich wnioski opierały się na dwóch przesłankach. W roku 1166 wpisano Wincentego jako świadka na dokumencie wystawionym przez Kazimierza Sprawiedliwego. Zgodnie z ówczesnym prawem i zwyczajami musiał mieć wtedy przynajmniej 12 lat. Natomiast z tekstu Kroniki wynika, że Wincenty znał osobiście arcybiskupa gnieźnieńskiego Jana oraz biskupa krakowskiego Mateusza, którym w młodości „trzymał kałamarz”. Arcybiskup Jan zmarł w roku 1167 lub krótko później, natomiast biskup Mateusz w roku 1166. Wincenty mógł trzymać im kałamarz dopiero jako kilkunastoletni scholarz, odbywający naukę w krakowskiej szkole katedralnej.
Na podstawie powyższych przesłanek w XX wieku większość hagiografów kościelnych i historyków przyjęła kompromisowo, że Wincenty urodził się między latami 1150 a 1160. Natomiast współcześni historycy uważają, że Wincenty Kadłubek urodził się zapewne około roku 1150, nie wcześniej jednak niż w roku 1145.

### Pochodzenie
W pierwszej połowie XIV wieku do Katalogu biskupów krakowskich wpisano notatkę, w której podkreślono uczoność Wincentego, ale dodano zwrot: „chociaż powątpiewa się w jego rycerskie pochodzenie” (licet de eius nobilitate dubitatur). Informację tę powtórzyło kilku innych autorów, dlatego Jan Długosz w Żywotach biskupów krakowskich starał się wykazać, że Kadłubek należał do rodu możnowładczego. Według Długosza Wincenty pochodził z Różyców, jego ojciec miał na imię Bogusław a matka Benigna. Informacjom – zarówno Katalogu, jak i Długosza – przeczy zawartość XII-wiecznych dokumentów, w których występuje rodzina Wincentego, a które odnaleźli nowożytni badacze.
Na przywileju dla opactwa cystersów w Jędrzejowie, wystawionym przez Kazimierza Sprawiedliwego w roku 1166, widnieją Stephanus et filii eius Stephanus et Vincentius („Stefan i synowie jego Stefan i Wincenty”). Podobnie na analogicznym przywileju wydanym przez Mieszka Starego. Natomiast na potwierdzeniu obu dokumentów – wydanym rok później wspólnie przez Bolesława Kędzierzawego, Mieszka Starego i Kazimierza Sprawiedliwego – Stefan, ojciec Wincentego, określony został jako „komes”. Komes Stefan obecny był również – bez synów – przy wydawaniu kilku innych dokumentów oraz uczestniczył w spotkaniu książąt piastowskich w Gnieźnie, w roku 1177. Biskup krakowski Gedko rzucił na Stefana klątwę z powodu bigamii. Według Katalogu biskupów krakowskich komes Stefan był kasztelanem krakowskim.
Wiadomo z innych dokumentów, że Stefan miał trzech synów – Stefana, Wincentego i Bogusława. Kadłubek odziedziczył po ojcu kilka posiadłości (patrimonium). Były to Czerników, Gojców, Niekisiałka i część Karwowa. Pretensje prawne wobec tych posiadłości wnosili wiele lat później bratankowie Wincentego, synowie Bogusława – Bogusław i Sulisław.
Przynależność rodowa Wincentego nie jest znana. Historycy sformułowali następujące hipotezy: pochodzenie z niskiego rodu (Aleksander Gieysztor, Józef Szymański), ród Różyców (Jan Długosz), ród Lubowlitów-Ogniwów (Franciszek Piekosiński), ród Lisów (Władysław Semkowicz, Brygida Kürbis), ród Nagodziców (Lech Kościelak), ród Łabędziów (Janusz Bieniak). Oprócz nich w literaturze naukowej funkcjonują jeszcze inne hipotezy.

### Młodość
O dzieciństwie Wincentego nic nie wiadomo. Prawdopodobnie z domu rodzinnego przeniósł się do Krakowa jako kilkunastoletni młodzieniec. Wydarzyło się to podczas pontyfikatu biskupa Mateusza – czyli przed rokiem 1166 – o czym wspomniał sam Kadłubek w swojej Kronice.
W Krakowie młody Wincenty uczył się w tamtejszej szkole katedralnej. W tym okresie scholastykiem tej szkoły był bliżej nieznany Amileusz, prawdopodobnie pochodzący z Italii. Program nauczania obejmował trivium i podstawy quadrivium. W ramach trivium Wincenty uczył się języka łacińskiego, retoryki oraz dialektyki – kształcił się m.in. w sztuce pisania listów oraz dokumentów. Wiadomo, że podczas kursu quadrivium nauczano w ówczesnej szkole krakowskiej układania kalendarza, wykładano fundamentalne zasady prawne, a także podstawy geometrii i muzyki. Zasady arytmetyki poznał Kadłubek – jak wspominał później – na podstawie tak zwanej tabliczki Pitagorasa, która pozwalała na obliczanie wyników czterech podstawowych działań.
Podczas nauki w Krakowie przyszły kronikarz poznał osobiście trzy osoby, które – jak przyznał po latach – wywarły decydujący wpływ na ukształtowanie się jego zainteresowań i poglądów. Byli to arcybiskup gnieźnieński Jan, biskup krakowski Mateusz oraz jego następca Gedko. Nieżyjących już Jana i Mateusza uczynił Kadłubek kilkadziesiąt lat później rozmówcami w dialogowej części swojej Kroniki, podkreślając ich wysokie wykształcenie, elokwencję i mądrość. Natomiast Gedkę nazywał „najświątobliwszym” (sacerrimus) mędrcem, „którego imię należy złotym wyryć rylcem” i przypisywał mu dar prorokowania – pomimo tego, że tenże Gedko ostro zareagował na skandal, jaki swoim pożyciem seksualnym wywołał ojciec Wincentego.

### Studia zagraniczne

#### Hipotezy dotyczące miejsca studiów
Studia Wincentego nie są poświadczone w źródłach średniowiecznych. Uczeni wnioskują o nich z dwóch przesłanek – tytułowania Kadłubka w dokumentach magistrem oraz treści Kroniki. Wiedzy i erudycji, a także sposobu używania języka łacińskiego w Kronice, nie sposób bowiem wyprowadzić z wykształcenia, które dawały ówczesne szkoły polskie. Nie było też na ziemiach polskich ani w sąsiednich krajach bibliotek, w których mógł Kadłubek przeczytać dzieła autorów, na których się powoływał i o których znajomości świadczy treść Kroniki. Dodatkowym argumentem jest posługiwanie się przez Wincentego zwrotami z języków francuskiego i greckiego. W pierwszej księdze przytoczył nawet zdanie po francusku: Sire tu morras.
O ile twierdzenie, że Kadłubek studiował w Paryżu jest przyjmowane współcześnie przez niemal wszystkich badaczy, to część z nich odrzuca – za Oswaldem Balzerem – studia przyszłego kronikarza w Bolonii. Autorem tezy, że Wincenty studiował także w Bolonii był Tadeusz Wojciechowski. Zdaniem zwolenników tej tezy rozległa wiedza prawnicza mistrza Wincentego odpowiada programowi nauczania wykładanemu na bolońskiej uczelni w ostatnich dziesięcioleciach XII wieku. Stanisław Kętrzyński zwrócił uwagę na to, że określenie Wisły mianem Vandalus, znane z Kroniki, pojawiło się niemal równolegle w dziele Otia imperiala bolońskiego profesora Gerwazego z Tilbury.
Nieliczni uczeni uważają, że nie ma przekonujących dowodów na studia Wincentego w Paryżu czy Bolonii. Wykształcenie kronikarza wywodzą oni ze szkolnictwa cysterskiego. Ich zdaniem Kadłubek uczył się w różnych europejskich klasztorach cysterskich, gdzie czytał głównie prace Bernarda z Clairvaux oraz jego uczniów. W pracach tych było wiele nawiązań i cytatów do dzieł autorów starożytnych, które Kadłubek przejął i później wprowadził do własnego dzieła. Zdaniem zwolenników tej hipotezy, Kronika była pisana podczas pięcioletniego pobytu Kadłubka w Jędrzejowie, a tamtejsza biblioteka była doskonałym zapleczem intelektualnym dla warsztatu pisarskiego Wincetego.

#### Przebieg i czas studiów
Według hipotezy uważanej we współczesnej nauce za najbardziej prawdopodobną, na uczelni w Paryżu Wincenty kształcił się na fakultecie sztuk wyzwolonych, którego ówczesny program obejmował przede wszystkim literaturę starożytną, podstawy filozofii oraz nauki przyrodnicze. Uzyskane tam wykształcenie przyrodnicze pomogło mu później przy opisie różnych gatunków roślin i zwierząt w Kronice. Poznał też we Francji naukę arabską – między innymi włączył się na kartach swojego dzieła w zapoczątkowany w Paryżu spór między zwolennikami arabskiego sposobu liczenia i zapisywania cyfr – zwanych algebraistami – a abacystami, zwolennikami tradycyjnych rzymskich cyfr i stosowania abakusa.
Studia w Paryżu trwały przynajmniej sześć lat, a po ich ukończeniu absolwent mógł kontynuować naukę wybierając jako specjalizację filozofię, prawo lub medycynę. Wincenty zdecydował się prawdopodobnie na prawo i aby kontynuować naukę wyjechał na Uniwersytet Boloński. Studia tam trwały także przynajmniej sześć lat. W Kronice Kadłubka uczeni doliczyli się nawiązań do 119 zasad prawa rzymskiego i 23 zasad prawa kanonicznego.
Historycy przypuszczają, że podczas studiów Wincenty poznał wiele osób, odgrywających znaczącą rolę w nauce i polityce europejskiej końca XII wieku. Jedną z nich mógł być, studiujący w tych samych latach na obu uczelniach Lotario de Conti – przyszły papież Innocenty III, który wiele lat później nominuje Kadłubka na biskupa Krakowa i zaprosi na IV sobór laterański. Szczególną rolę w badaniach nad Kadłubkiem odegrała hipoteza niemieckiego uczonego Heinricha Zeissberga, zgodnie z którą Wincenty poznał osobiście jednego z najwybitniejszych uczonych tamtych czasów, Jana z Salisbury. Wincenty nie tylko miał przejąć po tym angielskim autorze i dyplomacie poglądy na historię i politykę, ale także pasję polemiczną oraz styl, w jakim używał języka łacińskiego.
Ponieważ od roku 1189 imię Wincentego pojawia się na stałe w dokumentach wydawanych w Polsce, uczeni uważają, że musiał on powrócić z zagranicy przed tą datą. Orientacyjnie przyjmuje się, że Kadłubek studiował mniej więcej w latach 1170–1188. Nie jest wykluczone, że wyjeżdżał z Polski i wracał do kraju kilkukrotnie w tym okresie.

### Kapelan książęcy

#### Za panowania Kazimierza Sprawiedliwego

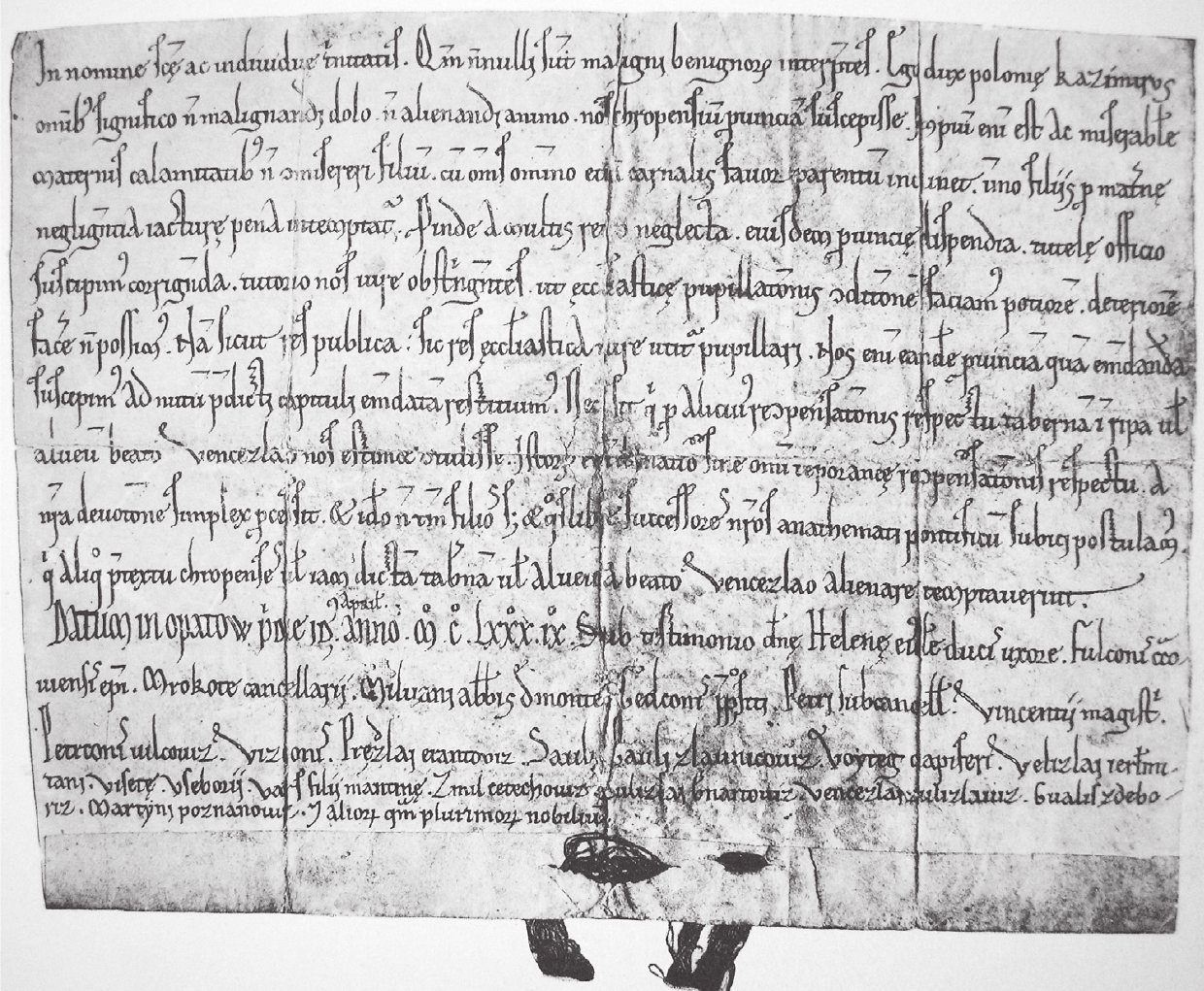
Dokument opatowski wystawiony przez Kazimierza Sprawiedliwego, datowany na 12 kwietnia 1189 roku. Według części badaczy jest to autograf Kadłubka. Archiwum Krakowskiej Kapituły Katedralnej, Wawel, Kraków, sygnatura 3

W roku 1189 imię Wincentego, jako świadka, pojawiło się na dokumencie opatowskim, wystawionym przez Kazimierza Sprawiedliwego dla kapituły krakowskiej. Dyktat tego dokumentu jest stylistycznie podobny do Kroniki, a znawcy średniowiecznej dyplomatyki uważają, że jego autorem był Kadłubek. Ich zdaniem Wincenty pracował wówczas jako kapelan w kancelarii książęcej. Wojciech Kętrzyński oraz Karol Maleczyński wysunęli tezę, że dokument opatowski jest jedynym zachowanym autografem Wincentego Kadłubka. Dokument ten spisany został pismem wyraźnym i eleganckim, odznaczającym się charakterystycznymi ligaturami st oraz ct. Górna laseczka litery s jest wolno puszczona w dół, aż do przecięcia się z trzonkiem i zakończeniem laseczki chorągiewką. Pismo żadnego innego dokumentu wystawianego na ziemiach polskich nie ma takich cech, natomiast są to cechy charakterystyczne dla tzw. pisma leodyjskiego, używanego w XII wieku w północnej Francji.
Pod koniec XII wieku krakowska kancelaria formowała się dopiero z pierwotnej kapelanii (capella), czyli grupy duchownych (kapelanów), która obsługiwała władcę i jego dwór, a członkom której monarcha zlecał niekiedy różne funkcje państwowe. Ukształtowanie się najstarszej polskiej kancelarii monarszej uczeni datują właśnie na rządy Kazimierza Sprawiedliwego i pracę w niej Wincentego. Jako kapelan książęcy wykonywał często obowiązki pisarskie, jego stylu uczeni dopatrują się na przykład w dokumencie biskupa Pełki z roku 1192.
Roman Grodecki był autorem hipotezy, współcześnie uważanej za najbardziej prawdopodobną, że Kazimierz Sprawiedliwy postanowił zatrzymać na dworze powracającego z zachodnich szkół Kadłubka. Korzystając z wysokiego wykształcenia świeżo kreowanego magistra, Kazimierz zużytkował odpowiednio jego wiedzę i umiejętności, zwłaszcza w pracach kancelaryjnych oraz dyplomatycznych.
Z treści Kroniki wynika, że Wincenty uczestniczył w ówczesnym życiu publicznym i był świadkiem wielu wydarzeń na krakowskim dworze. Szczególnie barwnie napisał później o wystawnych ucztach, które wydawał książę. Przy opisie tych biesiad kronikarz nie unikał utrwalenia własnych wspomnień związanych z uzależnieniami Kazimierza od alkoholu i hazardu, próbując jedynie w uczony sposób księcia usprawiedliwić. Pełen szczegółów opis zdobycia Krakowa przez Mieszka Starego w roku 1191, a potem jego odzyskania przez Kazimierza, świadczy o tym, że Wincenty musiał być bezpośrednim świadkiem tych wydarzeń. Był też uczestnikiem – jak sam wspominał o tym w Kronice – późniejszych rokowań pokojowych i zawarcia ugody między braćmi.

#### Za panowania Leszka Białego

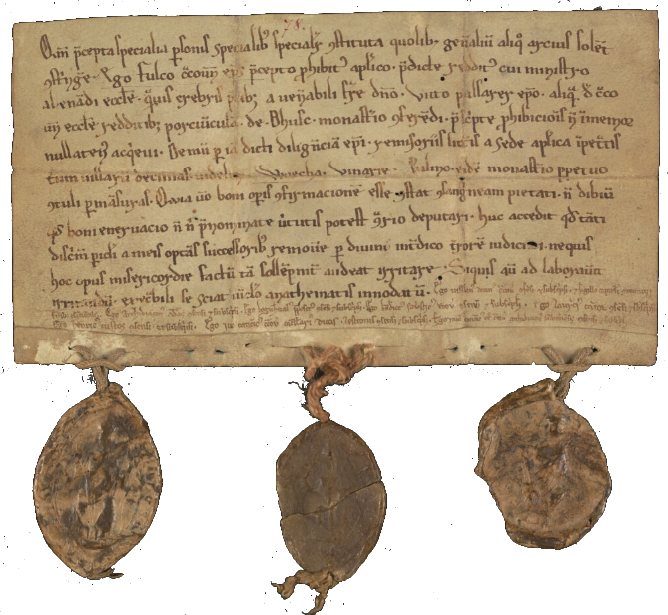
Dokument biskupa krakowskiego Pełki z 1206 roku, zredagowany najprawdopodobniej przez Kadłubka. Biblioteka Książąt Czartoryskich w Krakowie, sygnatura 78 Perg.

Relacja Wincentego o śmierci i pogrzebie Kazimierza Sprawiedliwego w roku 1194 jest bardzo zwięzła, chociaż z tekstu zdaje się wynikać, że nagłą śmierć księcia na uczcie, po wypiciu kielicha wina, kronikarz obserwował na własne oczy. We fragmencie tym Kadłubek przytoczył podejrzenia o otrucie, w alegorycznym dialogu starał się odeprzeć posądzenia rzucane na biesiadników i przeszedł do szczegółowej relacji z wiecu możnowładztwa małopolskiego – w którym niewątpliwie sam uczestniczył – na którym dokonano elekcji Leszka Białego, małoletniego syna Kazimierza, na tron krakowski.
Kadłubek poparł panowanie Leszka w Krakowie – sprawowane w imieniu chłopca przez jego matkę Helenę, biskupa Pełkę i wojewodę Mikołaja – i pozostał na dworze książęcym. Po stronie zwolenników Leszka, jako kapelan, uczestniczył najprawdopodobniej w bitwie nad Mozgawą w roku 1195, gdyż o przebiegu tego krwawego starcia szczegółowo opowiedział w Kronice.
Wincenty zapisał w Kronice osobistą relację ze swojego udziału w późniejszym zatargu, w kręgu najbliższych współpracowników Leszka, między wojewodą krakowskim Mikołajem a palatynem sandomierskim Goworkiem. Gotowość do ustąpienia z urzędu, którą zgłosił w roku 1202 Goworek, dała kronikarzowi okazję do pochwały takiego sposobu postępowania – poświęcenia osobistej kariery dla dobra ojczyzny.
Część uczonych uważa, że w latach 1194–1205 pod redakcją Wincentego powstawały wpisy w Roczniku kapituły krakowskiej, który w tym okresie był prowadzony jako rocznik dworu Leszka Białego. Wskazują na to – ich zdaniem – zbieżności w treści i stylu tego fragmentu Rocznika z Kroniką Kadłubka.
Więzy między Leszkiem Białym a Kadłubkiem były bardzo silne – po wielu wspólnie spędzonych latach, w wydanych samodzielnie dokumentach książę nazywał kronikarza „ojcem”. Leszek poparł też kandydaturę Kadłubka na biskupa krakowskiego. Być może Wincenty odpowiadał wcześniej za kształcenie małoletniego księcia; niektórzy historycy sformułowali hipotezę, że Kadłubek był ojcem chrzestnym Leszka.

### Prepozyt sandomierski

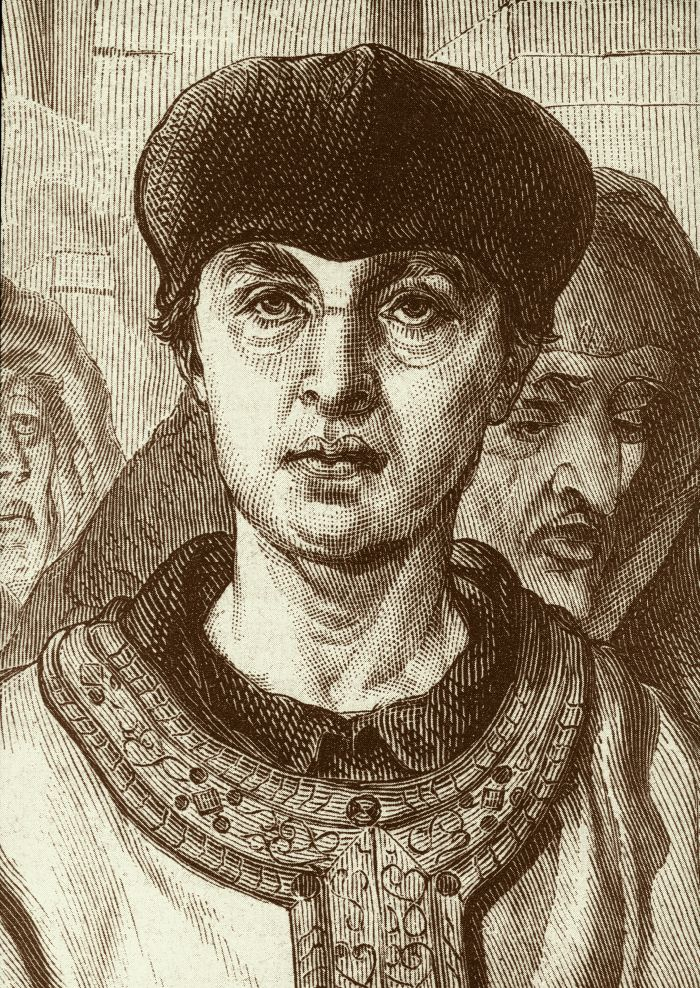
Wincenty Kadłubek w pochodzie benedyktynów – fragment rysunku Jana Matejki

W roku 1206 Wincenty objął prepozyturę w Sandomierzu, opuszczając krakowski dwór Leszka Białego. Być może książę potrzebował jego umiejętności w księstwie sandomierskim i na tamtejszym dworze dzielnicowym, jednak dokładne powody tej nominacji nie są znane. Najczęściej historycy wiążą je ze wcześniejszym o kilka lat sporem między wojewodą krakowskim Mikołajem a palatynem sandomierskim Goworkiem, podczas to którego Kadłubkowi bliższe były poglądy Goworka.
Zdaniem części uczonych, archidiakonat sandomierski był uposażeniem i dodatkową godnością przyznawaną w XIII wieku scholastykowi szkoły katedralnej krakowskiej, więc Wincenty nadal pozostawał w kręgu polityki krakowskiej. Nawet ewentualne przenosiny do Sandomierza nie oznaczały zupełnego usunięcia Kadłubka z Krakowa. Z punktu widzenia kariery kościelnej był to znaczący awans. Prepozyt ówczesnej kolegiaty Panny Marii był członkiem kapituły krakowskiej. Oznaczało to, że Wincenty objął w roku 1206 zarazem urząd kanonika krakowskiego.

### Elekcja na biskupa krakowskiego
11 września 1207 roku zmarł biskup krakowski Pełka. Panujący samodzielnie od pięciu lat Leszek Biały nie skorzystał z prawa wprowadzenia swojego kandydata na stolicę biskupią. W tych okolicznościach doszło do pierwszej w historii Polski elekcji biskupa. Prawo głosu przysługiwało kanonikom krakowskim. Wiąże się to zapewne z wydaniem przez papieża Innocentego III przywileju protekcyjnego dla państwa Leszka, datowanego na 4 stycznia 1207 roku – chociaż nie ma w tym dokumencie wyrażonego wprost zalecenia przeprowadzania wyborów na urząd biskupa.
Kapituła krakowska głosowała nad dwiema kandydaturami – biskupa płockiego Gedki i prepozyta sandomierskiego Wincentego. Więcej głosów uzyskał Gedko, ale mniejszość, która popierała Kadłubka, oprotestowała tryb wyboru. Doszło do podwójnej elekcji – część kanoników utrzymywała, że wybrany został Gedko, inni że zwycięzcą wyborów był Wincenty. Sprawa została przedstawiona do rozstrzygnięcia Innocentemu III.
W bulli z 28 marca 1208 roku, szczegółowo informującej w formułach prawniczych o przebiegu sprawy, papież za prawidłowo wybranego uznał Wincentego. Innocenty podkreślił, że chociaż obaj kandydaci byli odpowiedni, to lepszym z nich był Kadłubek jako kapłan związany z diecezją krakowską. Papież tytułował Wincentego „magistrem i prepozytem sandomierskim”. Nazwał go „mężem przesławnym wieloraką chwałą”, znanym mu z „mądrości i pobożności”.
Zdaniem historyków na decyzję Innocentego III decydujący wpływ miały dwa czynniki. Pierwszym było poselstwo Leszka Białego, które w Rzymie wyraziło poparcie księcia dla kandydatury prepozyta sandomierskiego. Drugim osobista znajomość, którą najprawdopodobniej zawarli wcześniej Wincenty i Lotario de Conti.
Nie jest znany dokładny dzień konsekracji nowo wybranego biskupa. Z późniejszych dokumentów, datowanych według lat pontyfikatu Wincentego wynika, że arcybiskup gnieźnieński Henryk Kietlicz konsekrował Kadłubka w drugiej połowie 1208 roku.

### Biskup

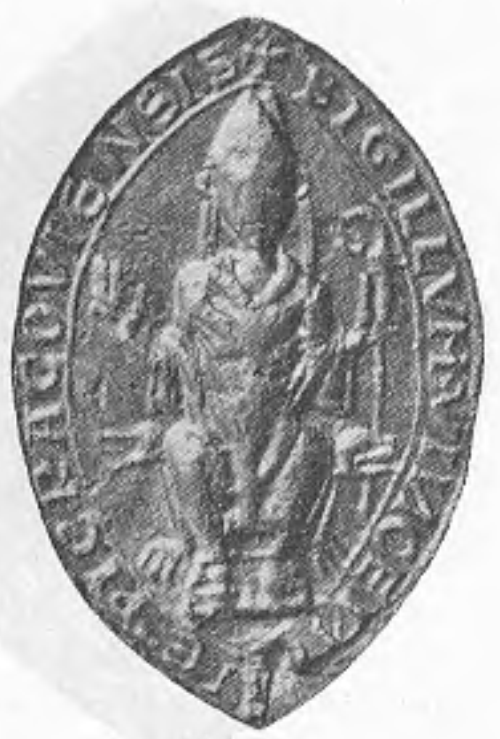
Pieczęć biskupia Wincentego przy dokumencie z roku 1210 wystawionym w Borzykowie. Kadłubek w szatach pontyfikalnych siedzi na niskim stolcu, którego poręcze zakończone są głowami zwierząt. W lewej ręce trzyma pastorał, prawą błogosławi. W otoku napis: SIGILLVM VINCENI EPI CRACOVIENSIS. Hauptstaatsarchiv Dresden w Dreźnie

#### Dwór biskupi
Jako biskup krakowski był Kadłubek jedną z najpotężniejszych osób w Polsce. Jego diecezja obejmowała nie tylko dzielnicę krakowską, ale także np. Częstochowę, Kielce, Sandomierz, Górny Śląsk, Lublin czy Siedlce. Zarządzał olbrzymim majątkiem kościelnym, do którego należało wiele kluczy wsi – m.in. opole chropskie, dobra iłżeckie, tarszeckie, sławkowskie czy muszyńskie. Wiadomo, że posiadał Wincenty własny dwór. Na wiec w Mąkolnie, 24 maja 1212 roku, przybył z orszakiem własnych rycerzy i ich giermków, w towarzystwie sześciu kapelanów biskupich, komornika, sędziego, koniuszego oraz wojskiego.
O działalności Wincentego na katedrze krakowskiej wiadomo stosunkowo niewiele. Zachowały się niektóre z wystawianych przez niego – jako biskupa – dokumentów oraz dokumenty z kilku wieców publicznych i synodów, w których brał udział. Na dokumentach synodalnych jego imię pojawiało się na drugim miejscu, po imieniu arcybiskupa gnieźnieńskiego. Źródła z XIII wieku w ogóle mało się nim zajmują. Sam o swoich rządach biskupich Kadłubek w Kronice nie napisał.

#### Rządy nad diecezją
Historycy uważają, że Wincenty był typem biskupa intelektualisty, który skupiał się przede wszystkim na pracy duszpasterskiej, naukowej czy opiece nad szkolnictwem. Roman Grodecki określił go jako „postać cichą i skromną, nie wysuwającą się nigdy na czoło”. Podczas gdy poprzednicy i następcy Kadłubka tytułowali się w dokumentach najczęściej Dei gratia Cracoviensis episcopus („z łaski Boga biskup krakowski”), to on sam używał zazwyczaj formuł typu humilis minister Cracoviensis ecclesiae („pokorny sługa kościoła krakowskiego”) lub minister indignus Cracoviensis ecclesiae („sługa niegodny kościoła krakowskiego”).
Informacje z katalogów i żywotów biskupów krakowskich wskazują na niewielkie zainteresowanie Wincentego działalnością administracyjną czy inwestycyjną. W porównaniu do swoich poprzedników i następców Kadłubek nie był hojnym założycielem czy protektorem nowych fundacji. Nawet Jan Długosz przypisywał mu zaniedbania na tym polu – wspomniał między innymi o tym, że Wincenty nie podjął po śmierci biskupa Pełki dalszej budowy szpitala w Krakowie. Zachowały się też dokumenty zakonne, w których zarzucano Kadłubkowi niedbałość w opiece nad klasztorami, gdyż nie miał miłości, jaką mieć powinien.
Natomiast wszystkie źródła średniowieczne podkreślają, że Wincenty był biskupem uczonym i pobożnym (pluribus commendandus). Często przytaczanym świadectwem jego pobożności było przeznaczenie dochodów z dziewiętnastu, a według innych źródeł, dwóch wsi na opłacenie światła wieczystego w katedrze krakowskiej. Było to przedsięwzięcie niezwykle kosztowne, gdyż używano w tym celu wosku. Obyczaj ten wprowadził Wincenty na Wawelu pod wpływem duchowości cysterskiej – jako pierwszy lampkę przed ołtarzem zapalił w Cîteaux Stefan Harding, w pierwszej połowie XII wieku.

#### Działalność polityczna

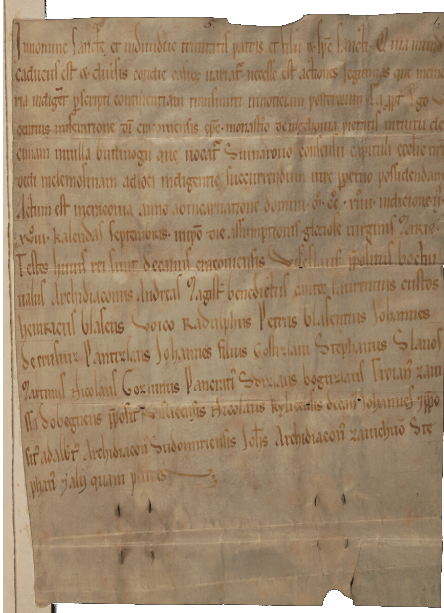
Wincenty biskup krakowski, za zgodą kapituły, daje klasztorowi bożogrobców w Miechowie w wieczyste posiadanie dziesięcinę ze wsi Budziwoja zwanej Świniary – pergaminowy dokument Kadłubka wystawiony w Krakowie 15 sierpnia 1214 roku. Biblioteka Książąt Czartoryskich w Krakowie, sygnatura 5 Perg., vol. X/1

Jako biskup Kadłubek pozostał bliskim współpracownikiem Leszka Białego. Historycy uważają, że Wincenty uczestniczył w negocjacjach z kurią rzymską, których rezultatem było uroczyste oddanie się Leszka pod opiekę papieża Honoriusza III w roku 1216 lub 1217. Występował też w imieniu krakowskiego księcia w rozmowach z episkopatem węgierskim i kurią rzymską w sprawie uregulowania statusu księstwa halickiego, a następnie asystował przy koronacji Kolomana w roku 1214.
Z zachowanych dokumentów wiadomo, że Wincenty był przeciwnikiem politycznym Władysława Laskonogiego. Na kartach Kroniki książę ten został opisany jako czarny charakter wśród Piastów. Przeciwko Laskonogiemu Kadłubek występował na kilku wiecach publicznych, które były zazwyczaj jednocześnie synodami kościelnymi. W roku 1210 był uczestnikiem zjazdu książąt w Borzykowie, gdzie podejmowano decyzje przeciwko Laskonogiemu. W roku 1212 w Mstowie brał udział w kolejnych obradach przeciwników Laskonogiego, podczas których usiłowano nie dopuścić do konsekracji biskupa poznańskiego Pawła, nominowanego przez księcia Władysława.

#### Reforma Kościoła
Krótko przed wyborem Kadłubka na biskupa, arcybiskup gnieźnieński Henryk Kietlicz został wygnany ze swojej diecezji. Przebywając w Rzymie, Kietlicz otrzymał z kancelarii Innocentego III około trzydziestu listów, datowanych na styczeń 1207 roku, w których nakreślono główne punkty programu naprawy Kościoła w Polsce. Historycy powiązali więc rzymską nominację Kadłubka z marca 1208, z zamiarami papieża, Wincenty był bowiem zwolennikiem reformy gregoriańskiej. Już jako biskup Kadłubek wspierał działania Innocentego III oraz Henryka Kietlicza, którzy korzystali przede wszystkim z jego wiedzy prawniczej. Na synodach w Polsce oraz prawdopodobnie podczas obrad soboru laterańskiego, Wincenty popierał daleko idącą reformę Kościoła.

#### Uczestnictwo w soborze laterańskim
Ani sam kronikarz, ani żadne inne polskie źródło średniowieczne, nie wspominają o wyprawie Kadłubka z 1215 roku na IV sobór laterański do Rzymu. Na początku XX wieku francuski uczony Achille Luchaire odnalazł w bibliotece kantonalnej w Zurychu XIII-wieczny dokument zawierający spis uczestników obrad. Znajdowało się na nim imię biskupa Wincentego z Krakowa.

### Ustąpienie z biskupstwa

#### Rezygnacja z urzędu biskupa
Wincenty oficjalnie ustąpił z urzędu biskupa latem 1218 roku. Musiał wcześniej uzyskać dyspensę papieską, więc historycy przypuszczają, że ogłosił zamiar ustąpienia i wysłał prośbę do Rzymu latem lub jesienią 1217 roku. Mniej więcej w tym czasie Wincenty zwołał kapitułę krakowską, która przeprowadziła elekcję nowego biskupa. Kanonicy wybrali następcą Wincentego Iwona Odrowąża. Najprawdopodobniej więc list do papieża zawierał nie tylko rezygnację Kadłubka, ale prośbę o nominację biskupią Iwona. Po elekcji i wysłaniu listu do Rzymu, Kadłubek przeniósł się do Jędrzejowa, nie czekając na decyzję papieską.
Iwo przebywał latem 1217 roku w Paryżu. Ślubował tam wstąpić do paryskiego opactwa świętego Wiktora kanoników regularnych. Musiał więc, podobnie jak Wincenty, uzyskać dyspensę papieską. Na tej podstawie uważa się, że Odrowąż wracał z Francji przez Rzym i przywiózł niezbędne dokumenty do Polski. Został konsekrowany na nowego biskupa krakowskiego najpóźniej we wrześniu 1218 roku.

#### Przyczyny ustąpienia z biskupstwa
W literaturze naukowej sformułowano wiele różnych hipotez dotyczących przyczyn ustąpienia kronikarza z biskupstwa krakowskiego. Chociaż wśród badaczy panuje zgoda, że poważną rolę w podjęciu tej decyzji odegrały podeszły wiek i cechy charakterologiczne Kadłubka, to część uczonych jest zdania, że kluczowe znaczenie miały inne czynniki.
Dawniejsi uczeni podzielali zdanie Jana Długosza, który uważał, że impulsem jaki pchnął biskupa do złożenia rezygnacji, był pożar skarbca katedry krakowskiej od uderzenia pioruna. Wincenty miał odczytać to jako znak i postanowić o ustąpieniu z biskupstwa. Część uczonych wskazywała na bunt, jaki wybuchł wśród krakowskiego duchowieństwa i doprowadził do usunięcia biskupa. Marcin Bielski twierdził, że przyczyną tego buntu był udział Wincentego w wyprawach wojennych Leszka Białego. Józef Maksymilian Ossoliński i Michał Wiszniewski byli zdania, że duchowni zbuntowali się przeciwko nakładanym przez biskupa podatkom, przeznaczonym na prowadzone przez księcia wojny.
W 1966 roku Julia Tazbirowa, analizując sytuację polityczną w Polsce roku 1217, doszła do wniosku, że zmienił się wówczas układ polityczno-kościelny. Rok wcześniej zmarł Innocenty III, który popierał działalność reformistyczną arcybiskupa gnieźnieńskiego Henryka Kietlicza oraz Kadłubka. Następca Innocentego, Honoriusz III, odebrał Kietliczowi funkcję legata papieskiego dla Polski i Prus oraz skierował do arcybiskupa ostrą reprymendę. Honoriusz był bliskim znajomym Iwona Odrowąża. Kilka miesięcy po objęciu władzy przez nowego papieża, Leszek Biały zaczął popierać Odrowążów i nominować na stanowiska państwowe i kościelne osoby wysuwane przez ten ród. Tazbirowa uznała, że ustąpienie Wincentego z biskupstwa krakowskiego związane było z intrygą polityczną Odrowążów i zostało wymuszone przez Leszka Białego, po odwróceniu sojuszy politycznych, do którego doszło podczas spotkania Henryka Brodatego, Władysława Laskonogiego i Leszka Białego w Dankowie pod Częstochową.
Z koncepcją Julii Tazbirowej polemizowały między innymi Zofia Kozłowska-Budkowa, Jadwiga Stabińska czy Brygida Kürbis. Nie kwestionowały one faktu, że Wincenty złożył rezygnację w niekorzystnej dla niego sytuacji politycznej, jednakże – ich zdaniem – nie ma dowodów na tezę, że ustąpił wskutek nacisków Leszka Białego i Odrowążów. Ze źródeł średniowiecznych wynika bowiem, że stosunki między Kadłubkiem a Iwonem Odrowążem były dobre, a gdy pierwszy ustępował ze stolicy biskupiej, drugiego nie było w Polsce. Zdaniem Brygidy Kürbis Iwo był najprawdopodobniej protegowanym Wincentego. To Kadłubek – jej zdaniem – wysłał Iwona na studia, polecił go na stanowisko kanclerza Leszka Białego oraz upatrzył na własnego następcę. Zofia Kozłowska-Budkowa stwierdziła: wypadki roku 1217 wyjaśniają wystarczająco, dlaczego sędziwy już biskup, bezradny wobec toczących się walk i narastającej opozycji przeciw arcybiskupowi, mógł dojść do wniosku, że więcej zdziała nieustanną modlitwą w klasztorze, niż akcją bezpośrednią.

### W Jędrzejowie

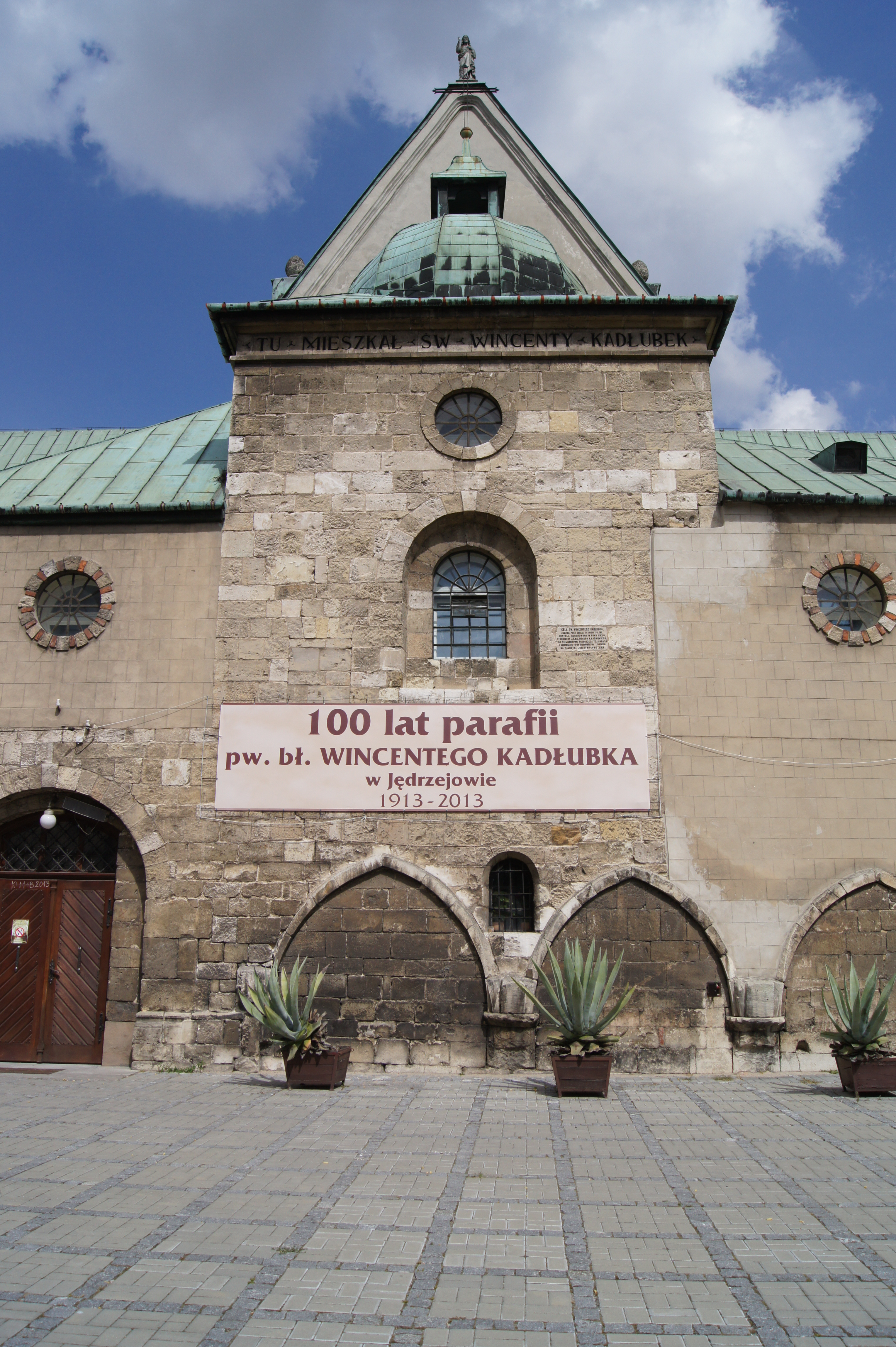
Kaplica błogosławionego Wincentego Kadłubka w kościele klasztornym w Jędrzejowie, widok z zewnątrz. Na gzymsie pod kopułą napis: Tu mieszkał Wincenty Kadłubek

Jesienią 1217 roku lub najpóźniej na początku 1218 roku, Wincenty przeniósł się do klasztoru cystersów w Jędrzejowie. Przyjął go tam opat Teodoryk. Ponieważ imię Kadłubka nie pojawiło się od tego wydarzenia aż do śmierci na żadnym dokumencie, przyjmuje się, że kronikarz nie opuścił już klasztoru.
Według XVII-wiecznej legendy Wincenty przeszedł pieszo z Krakowa do Jędrzejowa. Na jego spotkanie miał na granice posiadłości klasztornych wyjść cały konwent. Na miejscu domniemanego powitania usypano w 1918 roku Kopiec spotkania, na którym ustawiono kamienną figurę błogosławionego. Wincenty miał poprosić o przyjęcie do zakonu i zostać nowicjuszem jako pierwszy cysters Polak.
Większość historyków odrzuca wiarygodność tych późnych informacji. Żadne źródło z XIII i XIV wieku nie wspomniało o zakonnej profesji Wincentego. Dopiero w połowie XV wieku Sędziwoj z Czechła dodał do notatki przepisanej z XIII-wiecznego Rocznika kapituły krakowskiej uwagę: „i został zakonnikiem” (et factus est monachus).
We współczesnej nauce dominuje pogląd, że Kadłubek nie został cystersem, ale był jedynie rezydentem w klasztorze jędrzejowskim tego zakonu. W tym okresie benedyktyni i cystersi gościli niekiedy przez lata nieprofesjonalistów, wypracowano też zakonne zasady traktowania tego typu rezydentów.

### Śmierć
Do XVII wieku obchodzono w Polsce dwie kommemoracje zgonu Wincentego – 8 marca i 4 kwietnia. W ówczesnych źródłach można znaleźć obie daty dzienne. Szymon Starowolski wybrał się w roku 1614 do opactwa w Jędrzejowie, gdzie w tamtejszej bibliotece przeczytał najstarszy rękopis Nekrologu jędrzejowskiego, współcześnie zaginiony. Przepisał z niego informację, że Kadłubek umarł 8 marca 1223 roku. Potwierdza jego relację notatka z XIII-wiecznego Kalendarza katedry krakowskiej, w której podano, że biskup Wincenty zmarł 8 marca 1223 roku w Jędrzejowie. Ta data dzienna znalazła się w aktach beatyfikacyjnych i jest uznawana za wiarygodną przez współczesnych uczonych.
Wincenty został pochowany na honorowym miejscu w kościele klasztornym opactwa cystersów w Jędrzejowie – w prezbiterium, pomiędzy stallami, naprzeciwko tzw. wielkiego ołtarza. Najwcześniej w XV wieku, ale raczej w wieku XVI, na płycie grobowej wyryto napis: Hic iacet Vincentius Kadlubek, episcopus Cracoviensis, monachus Andreoviensis.

## Dzieło

### Cel i forma
Jak wynika z tekstu, Kadłubek napisał Kronikę z miłości do ojczyzny i literatury starożytnej. Składające się z czterech ksiąg dzieło, dla okresu między rządami Mieszka I a Bolesława Krzywoustego oparł w dużej części – choć z wieloma korektami – na Kronice Galla Anonima. Wincenty dodał do informacji zaczerpniętych z Galla obszerne, literackie „dzieje bajeczne”, a także samodzielnie napisał o wydarzeniach z okresu rozbicia dzielnicowego.
W XIX i XX wieku historycy podważyli wiarygodność tzw. podań wincentyńskich o początkach historii Polski, a także autorytet Kadłubka jako kronikarza. Jednocześnie bardzo wysoko ocenili jego umiejętności literackie, wiedzę prawniczą, retoryczną czy filozoficzną. Ich badania wykazały, że Wincenty był przedstawicielem XII-wiecznej szkoły dziejopisarskiej, która wykład historii pojmowała nie jako relację o faktach, ale zestawienie i objaśnienie literackich przykładów. Celem takiego zestawienia było wyjaśnienie czytelnikowi współczesnej mu rzeczywistości poprzez aktualizujący historię morał.
We współczesnej nauce nie uważa się dzieła Kadłubka za kronikę sensu stricto, ale za traktat historyczny, w którym informacje o faktach z przeszłości zostały przemieszane z fikcyjnymi wątkami literackimi. Zgodnie z XII-wiecznymi zasadami tworzenia tego typu traktatu, Wincenty napisał swoje dzieło z wyraźną myślą przewodnią. Uzasadnił tezę, że najwyższą wartością w życiu tak każdego człowieka, jak i całej społeczności, jest dobro ojczyzny (salus patriae). Dowodził tego twierdzenia używając misternie powiązanych argumentów. Argumenty te czerpał z literatury i historii, mieszając między sobą oraz łącząc różne wątki literackie i historyczne, stosując przy tym zasady retoryki oraz dialektyki. Chociaż jego rozważania nad historią ojczyzny wypełnione zostały moralistyką, to zgodnie z regułami dialektyki nigdy nie pouczał wprost, ale poddawał pod rozwagę różne oceny, z których każdą szeroko uzasadniał.
Kadłubek pisał łaciną zbliżoną do klasycznej, umiejętnie rozkładając w tekście akcenty i kadencje rytmiczne. Budował zdania wielokrotnie złożone, obficie wypełnione figurami retorycznymi – dźwiękowymi, gramatycznymi i myślowymi. Tekst ozdobił w kilku miejscach wierszowanymi przerywnikami o różnym metrum – najczęściej były to dystychy elegijne.

### Czas i fazy napisania
Zdaniem współczesnych badaczy wszystkie dotychczasowe ustalenia na temat czasu i faz pisania przez Kadłubka Kroniki przyniosły wątpliwe wyniki. Jak o tym wspomniał dwukrotnie sam autor, otrzymał polecenie napisania dziejów Polski od niewymienionego z imienia „najdzielniejszego z książąt”. Dlatego wśród większości uczonych panuje przekonanie, że praca nie mogła zostać rozpoczęta wcześniej, niż w roku 1190. Narracja Kroniki urywa się nagle na wydarzeniach z roku 1202. W tekście znajduje się aluzja do bitwy pod Zawichostem z roku 1205, więc pewne jest, że Kadłubek zakończył pracę nad tekstem nie wcześniej, niż w tymże roku.
W nauce sformułowano kilka hipotez dotyczących tego, w którym okresie życia Kadłubek tworzył swoje dzieło. Część badaczy uważa, że pisał Kronikę w Krakowie jako kapelan Kazimierza Sprawiedliwego i Leszka Białego a przerwał pracę najpóźniej przed wyborem na biskupa – czyli dzieło powstało mniej więcej w latach 1190–1206. Jest to teza między innymi Adama Naruszewicza, Augusta Bielowskiego, Mariana Plezi, Brygidy Kürbis, Edwarda Skibińskiego czy Czesława Deptuły.
Grupa uczonych, którzy nie zgadzają się z powyższą hipotezą, jest zdania, że Kadłubek pisał Kronikę dopiero po ustąpieniu z biskupstwa, w klasztorze jędrzejowskim – mniej więcej w latach 1217–1223 – a pracę przerwała mu choroba lub śmierć. Jest to pogląd między innymi Heinricha Zeissberga, Heleny Hofman-Dadejowej, Danuty Borawskiej czy Jana Powierskiego.
Część badaczy wysunęła hipotezę kompromisową, zgodnie z którą pierwsze trzy księgi dzieła powstały w latach 1190–1206, natomiast księga czwarta w latach 1217–1223. Twierdzili tak między innymi Roman Grodecki i Józef Szymański. Natomiast Janusz Bieniak sformułował tezę, zgodnie z którą czas pisania Kroniki był długi, obejmował okres od studiów Wincentego aż do jego śmierci. Jednak przeciwnicy koncepcji, zgodnie z którą Kadłubek pisał Kronikę jeszcze w Jędrzejowie, podnoszą argument, że czwarta księga nie mogła być pisana z oddalenia, gdyż opowiada ona o wydarzeniach z lat 1177–1202 w sposób bardzo żywy i zaangażowany, rejestrując charakterystyczne dla tego okresu polemiki polityczne, później już nieaktualne.
Zarzucono we współczesnej nauce dwie dawne hipotezy. Zgodnie z pierwszą z nich autorem trzech ksiąg Kroniki był biskup Mateusz, zmarły w roku 1166, a Wincenty napisał jedynie księgę ostatnią. Pogląd taki głosili w XV wieku Jan z Dąbrówki, a w wieku XIX m.in. Joachim Lelewel i Józef Maksymilian Ossoliński. Natomiast według drugiej z tych odrzuconych hipotez, Kadłubek spisał Kronikę w okresie sprawowania biskupstwa, czyli w latach 1208–1218. Twierdzili tak między innymi Jan Długosz w wieku XV i Maciej Miechowita w wieku XVI.

## Poglądy

### Państwo
Kadłubek był twórcą określenia państwa polskiego mianem Rzeczypospolitej (res publica). Kronikę rozpoczął od cytatu z Pierwszej katylinarki Cycerona, kreśląc dalej idealny obraz silnego i praworządnego państwa: Była, była ongi cnota w tej Rzeczypospolitej, którą senatorowie niby jakoweś świeczniki niebieskie opromienili nie zapisaniem pergaminowych kart wprawdzie, ale najświetniejszych czynów blaskiem. Znaczenie terminu rzeczpospolita, jak również związane z nim poglądy na politykę, zaczerpnął Wincenty głównie z prac Cycerona. Przystosowując republikańskie poglądy rzymskiego pisarza do realiów XII-wiecznych, twierdził, że Polska nie jest własnością monarchy, lecz społeczeństwa rządzącego się prawem stanowionym i wybierającego sobie władców. Tak rozumiana Rzeczpospolita powinna się stać – według Kadłubka – ojczyzną (patria) ludzi wolnych, bronioną męstwem swych obywateli (cives) tworzących jeden naród (identitas est mater societatis).
Społeczeństwo zorganizowane w państwo opiera się – zdaniem kronikarza – na sprawiedliwości, którą wyrażać powinien system prawny. Parafrazując Owidiusza, Jana Chryzostoma oraz prawo rzymskie, Kadłubek skonstruował własną definicję sprawiedliwości: Et dicta est iustutia quae plurimum prodest ei qui minimum potest („Sprawiedliwość oznacza to, co najbardziej sprzyja temu [obywatelowi], który może najmniej“).
Poglądy na państwo Wincenty wyraził przede wszystkim w formie, w jakiej napisał o historii własnej ojczyzny, którą za Cyceronem nazywał matką. Jego dzieło to apoteoza wolnej i niepodległej Polski. Jednakże zdaniem Kadłubka, ojczyzna jest nie tylko matką Polaków, ale zarazem tychże Polaków podopieczną. Dlatego najważniejszą z wszystkich cnót jest patriotyzm, określany w Kronice najczęściej miłością ojczyzny. Dobro kraju usprawiedliwia nawet – w pewnych sytuacjach – zastosowanie niemoralnego podstępu. Patriotyzm składa się – według Wincentego – z gotowości do zbrojnej obrony niepodległości Polski w razie niebezpieczeństwa oraz z codziennej obrony wolności Polaków. Wolność ta zasadza się na przestrzeganiu przez obywateli i władze praworządności. Dla Wincentego starodawna wolność Polaków jest wartością najwyższą. Największym nikczemnikiem jest ten, kto nie żałuje utraconej wolności a najgorszym władcą taki, który odbiera wolność obywatelom Rzeczypospolitej.
Teorię, że państwo wspiera się na dwóch filarach – wojsku i prawie – zaczerpnął Kadłubek od pisarzy starożytnych, celowo kształtując swoją wizję Polski na wzór republiki rzymskiej.

### Religia
Wincenty w swojej Kronice podjął mało wątków religijnych, co było nietypowe dla piśmiennictwa europejskiego końca XII i początku XIII wieku. Biblię zacytował lub sparafrazował rzadziej niż dzieła pisarzy starożytnych, zaledwie około 100 razy – głównie był to Stary Testament, w kilkunastu miejscach Nowy Testament. Pisząc o Bogu (poza kilkoma dokładnymi cytatami z Wulgaty, gdzie przytoczył słowo Dominus) stosował konsekwentnie termin Numen, który zapożyczył od pogańskich pisarzy rzymskich. Nie wspomniał o Trójcy Świętej, zaledwie trzykrotnie wzmiankował Chrystusa a dwukrotnie Maryję. Wyraźnie unikał opisów cudów, pomijając wiele z tych, o których wcześniej informował Gall. Samodzielnie napisał tylko o jednym cudzie – zrośnięciu ciała świętego Stanisława. Nie dopatrywał się w różnych zjawiskach naturalnych, takich jak pogoda, czynników nadprzyrodzonych.
Szczególnie rozumiał Kadłubek samo pojęcie religii – posługiwał się nim w znaczeniu więzi i zobowiązania. Uważał religię za pradawny obyczaj społeczny, oparty na racjonalnych podstawach. Przestrzegał też przed jego odrzucaniem: niezbożną bowiem jest rzeczą nie czcić tego, co rozum ustanowił, co ma we czci bogobojny obyczaj przodków. Dlatego – jak w Kronice został pouczony Bolesław Chrobry – prawo boskie określa prawo ludzkie.
W literaturze naukowej trwa od lat dyskusja na temat źródeł – specyficznego w jego epoce – stosunku Kadłubka do chrześcijaństwa. Część badaczy uważa, że poglądy kronikarza należy łączyć z wpływem, jaki wywarł na niego mistycyzm Bernarda z Clairvaux. Inni wiążą stosunek Wincentego do religii z różnymi prądami umysłowymi, obecnymi pod koniec XII wieku na zachodnioeuropejskich uniwersytetach. Wincenty jest przez tych uczonych uważany za jednego z najwybitniejszych przedstawicieli humanizmu chrześcijańskiego końca XII i początków XIII wieku. Był ich zdaniem w dużym stopniu nowatorem – jego religijność była otwarta, pełna afirmacji ziemskiej rzeczywistości, kojarząca wartości teologiczne z pozareligijnymi. Dla Wincentego Kościół był przede wszystkim opiekunem ubogich i prześladowanych. Z pogardą wypowiadał się o pieniądzach, za najważniejsze cnoty uważał mądrość, ubóstwo, pokorę i wierność.
Natomiast zgodnie z duchem epoki, dla Kadłubka chrześcijaństwo było jedyną prawdziwą religią, której trzeba bronić i rozszerzać na cały świat. Dlatego Wincenty popierał krucjaty – w Kronice wspomniał z entuzjazmem o planowanej wyprawie Fryderyka Barbarossy przeciwko muzułmanom i Saladynowi, pochwalał też walkę z pogańskimi Prusami. Za jedyną ważną przysięgę niedobrowolną uważał obietnicę przyjęcia chrześcijaństwa, gdyż była ona dobrodziejstwem, z którego przymuszeni nie zdawali sobie sprawy.

## Recepcja

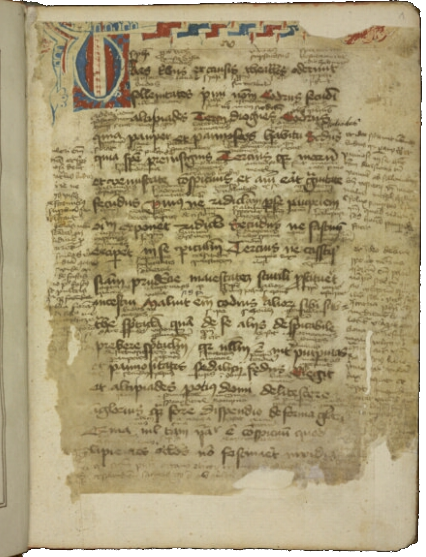
Początek komentarza rektora Akademii Krakowskiej Jana z Dąbrówki do Kroniki Kadłubka (Chronica Polonorum cum commentario Ioannis de Dambrowka). Rękopis z 1456 roku. Biblioteka Narodowa, sygnatura Rps 3376 II

### Szkolnictwo
Wincenty wywarł olbrzymi wpływ na kulturę polską, przede wszystkim dlatego, że jego dzieło było przez wieki powszechnie używane w szkolnictwie. Już najprawdopodobniej od XIII wieku było podręcznikiem stosowanym podczas nauki w szkole katedralnej krakowskiej. Używano go też w innych średniowiecznych szkołach katedralnych na ziemiach polskich. W XIV wieku stało się podręcznikiem na Akademii Krakowskiej. Kronikę wykładano tam od początku istnienia tej uczelni. Wielokrotny jej rektor, Jan z Dąbrówki, napisał w XV wieku komentarz analizujący dzieło Kadłubka zdanie po zdaniu.
Absolwenci Akademii Krakowskiej przeprowadzali do XIX wieku lekcje dziejów Polski na podstawie Kroniki Kadłubka, wprowadzając ją jako podstawę programu nauczania historii dla szkolnictwa niższego, aż po szkoły parafialne. Dzięki temu mistrz Wincenty oddziałał w znaczny sposób na poznanie tradycji historycznej, a w konsekwencji na ukształtowanie świadomości narodowej i patriotyzmu w społeczeństwie polskim.
Popularność Wincentego i potrzeba korzystania z jego dzieła na lekcjach spowodowały, że powstały liczne łacińskie skróty, przeróbki czy parafrazy Kroniki, wykorzystywane przez nauczycieli i wykładowców. Z nich do języka potocznego weszły między innymi przysłowia, zaczerpnięte przez Kadłubka z literatury starożytnej, których stosowanie w języku polskim wywodzi się z powszechnej przez wieki znajomości tekstu Kroniki – na przykład rzadko kruk krukowi oko wydziobuje (IV, 11), ryby łatwiej łowi się w mętnej wodzie (IV, 23), czy gdzie dwóch się kłóci, tam trzeci korzysta (IV, 23).

### W języku polskim
Ponieważ kunsztowną stylistykę Kadłubka trudno jest wyrazić w języku polskim, to wraz z zanikiem znajomości łaciny wśród ludzi wykształconych w XX wieku, stopniowo zanikła też znajomość samego tekstu Kroniki. Za przykład oprawy literackiej, w jaką ubrał Wincenty swój traktat historyczny i jaką zachwycał czytelników przez wieki, służy zazwyczaj krótki fragment, w którym Bolesław Śmiały uskarża się na biskupa Stanisława. Fragment ten został oparty na nieprzetłumaczalnej na język polski grze łacińskich słów (II, 20):
Potificem illum, non pontificem,

pistorem, non pastorem vocat;

pressulem, non presulem,

opiscopum, non episcopum,

spiculatorem, non speculatorem fuisse (...)

et de rerum scrutare, renum scortatorem.
Opojem go, nie biskupem,

piekarzem, nie pasterzem nazywa;

ciemiężcą, nie wysokim duchownym,

zbieraczem bogactw, nie biskupem,

szpiegiem, nie stróżem był mówi (...)

a z badacza spraw świętych stał się badaczem lędźwi.
Polskie „arcydzieło łacińskiego oratorstwa” – jak określano dzieło Kadłubka przez wieki – odstraszało od tłumaczenia na język polski. Wynikało to z bogatego słownictwa Wincentego, który użył ponad 6000 odrębnych słów, jego pasji słowotwórczej wyrażającej się w poszukiwaniu niecodziennych wyrażeń łacińskich i greckich, a także XII-wiecznej stylistyki. Pierwsze próby przekładu podjęto dopiero w XIX wieku, ale ówcześni tłumacze skracali tekst, obchodzili go lub parafrazowali. Dokładne tłumaczenie całej Kroniki na język polski, którego autorami byli Kazimierz Abgarowicz i Brygida Kürbis, zostało opublikowane, po wielu latach żmudnej pracy translatorskiej i redakcyjnej, dopiero w 1974 roku.

### Historiografia

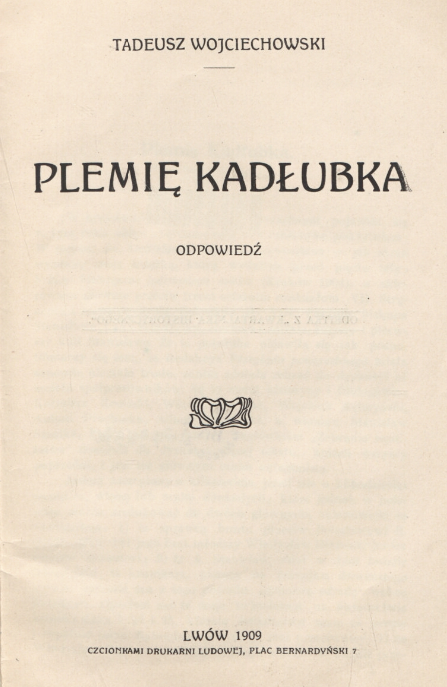
Plemię Kadłubka. Strona tytułowa pracy Tadeusza Wojciechowskiego z 1909 roku, wydanej we Lwowie.

Ocena Kadłubka stała się w XIX i XX wieku przyczyną największego i najdłuższego sporu naukowego w dziejach polskiej historiografii, w którym wzięło udział kilkudziesięciu najwybitniejszych badaczy. Polemiki między nimi przekształciły się stopniowo w bardzo ostrą dyskusję publicystyczną toczoną przez kilka dziesięcioleci. W toku tych polemik Tadeusz Wojciechowski sformułował jako pierwszy tezę, zgodnie z którą Polacy dzielą się na dwa obce sobie i zwalczające się plemiona. Wojciechowski nazwał je „plemieniem Kadłubka” i „plemieniem Galla”.
Jako pierwszy Adam Tadeusz Naruszewicz, na wieść, że jeden z historyków „zamierza grzebać w próchnie Kadłubka”, a nie opierać się w swoich pracach o wczesnym średniowieczu wyłącznie na Gallu Anonimie, postulował, aby w pracy naukowej polegać jedynie na miarodajnych źródłach. Z tego typu źródeł wykluczył Naruszewicz Kronikę mistrza Wincentego. Stanowisko Naruszewicza skrytykowali Joachim Lelewel, August Bielowski i Oswald Balzer. Domagali się oni bezstronnej oceny autora Kroniki. Natomiast tezę Naruszewicza poparli Tadeusz Czacki, Maksymilian Gumplowicz i Franciszek Stefczyk.
W roku 1904 Tadeusz Wojciechowski w Szkicach historycznych, idąc w ślady Naruszewicza, zakwestionował wartość Kadłubka jako dziejopisarza w ogóle. W ósmym szkicu, Faktum św. Stanisława dowodził, że dzieło Wincentego nie ma „powagi źródłowego świadectwa”. Kronika – podsumował swoje badania Wojciechowski – jest to książka, której nie można traktować serjo, a już najmniej jako źródło do dziejów jedynastego wieku. (...) Kadłubek nie umiał podać czytelnikowi ani jednej trzeźwo wypowiedzianej wiadomości o dziejach ojczystych, tak natomiast umiał doskonale tworzyć i wymyślać przeróżne historje. Ale, co gorsza, można wykazać na kilkunastu przykładach, że kłamał świadomie i rozmyślnie.
Praca Wojciechowskiego wywołała burzę w środowiskach kościelnym, literackim i naukowym. Redakcja Przeglądu Powszechnego zwróciła się ze specjalną ankietą do filologów i historyków prosząc ich o ustosunkowanie się do twierdzeń zawartych w Szkicach. Odpowiedzieli na nią między innymi Kazimierz Krotoski, Wojciech Kętrzyński, Wiktor Czermak, Antoni Prochaska, Adam Miodoński i Stanisław Smolka. Wszyscy oni uznali tezy Wojciechowskiego za nieudowodnione i bronili wiarygodności mistrza Wincentego. Odpowiedzi na ankietę, początkowo drukowane systematycznie na łamach czasopisma, zostały zebrane później w jednej pracy naukowej, opublikowanej w roku 1909. Z kolei Wojciechowski zaatakował swoich adwersarzy w ostrej polemice zatytułowanej Plemię Kadłubka. Poparli jego twierdzenia i stanowisko w następnych latach między innymi Władysław Abraham, Aleksander Brückner, Stanisław Zakrzewski czy Karol Maleczyński. Ten ostatni stwierdził: wiadomości mogących zainteresować historyka Kadłubek podaje bardzo mało.

### Literatura
Literatura polska rozpoczęła się a później rozwijała ze źródła, którym była Kronika. Nawiązywali do Kadłubka między innymi Kochanowski, Morsztyn, Potocki, Krasicki, Mickiewicz, Norwid, Wyspiański czy Sienkiewicz. Wincenty oparł się na pisarzach greckich i rzymskich, wprowadzając do Polski tradycję antyczną – co stało się trwałym elementem kultury polskiej. Sam mistrz Wincenty, świadomy tego, że był prekursorem, do swoich naśladowców i kontynuatorów zwrócił się z prośbą i ostrzeżeniem: wypraszam sobie u wszystkich, aby nie każdemu pozwalano nas osądzać, lecz tylko tym, których zaleca wytworny umysł lub wybitna ogłada, zanim nas najsumienniej nie rozpoznają.
Ignacy Krasicki opublikował w roku 1775 parodię Kroniki, Myszeidę, pisząc o kronikarzu między innymi: Wielki Kadłubku, któż cię wielbić zdoła? Tyśto nam pierwszy te dziwy objawił i żeś pracował w pocie twego czoła, wiek cię potomny będzie błogosławił. (...) Czyś bajki pisał, czyś prawdę okryślił, wiem, żeś w prostocie ducha twego myślił. A my, którzy te powieści słyszemy, dobrego męża wszyscy wychwalajmy.
Podczas krakowskiej sesji naukowej w 2000 roku, poświęconej roli Kadłubka w historii kultury polskiej, rektor Uniwersytetu Jagiellońskiego Franciszek Ziejka podsumował debatę uczonych słowami: Czy można wyobrazić sobie dziś literaturę polską bez rozlicznych poematów, dramatów, tragedii czy powieści o Wandzie i Krakusie, których na karty naszej legendowej przeszłości wprowadził właśnie Kadłubek? Czyż jesteśmy w stanie wyobrazić sobie literaturę polską bez Króla-Ducha i Lilii Wenedy Słowackiego, bez Wandy i Krakusa Cypriana Kamila Norwida, bez Wandy Teofila Lenartowicza, bez Legendy Stanisława Wyspiańskiego? Bez dziesiątek i setek innych utworów, których autorzy bezpośrednio lub pośrednio czerpali wątki i inspirację z bogactwa Kroniki Kadłubka? Zaiste, wiele zawdzięczamy błogosławionemu Mistrzowi Wincentemu.

## Kult

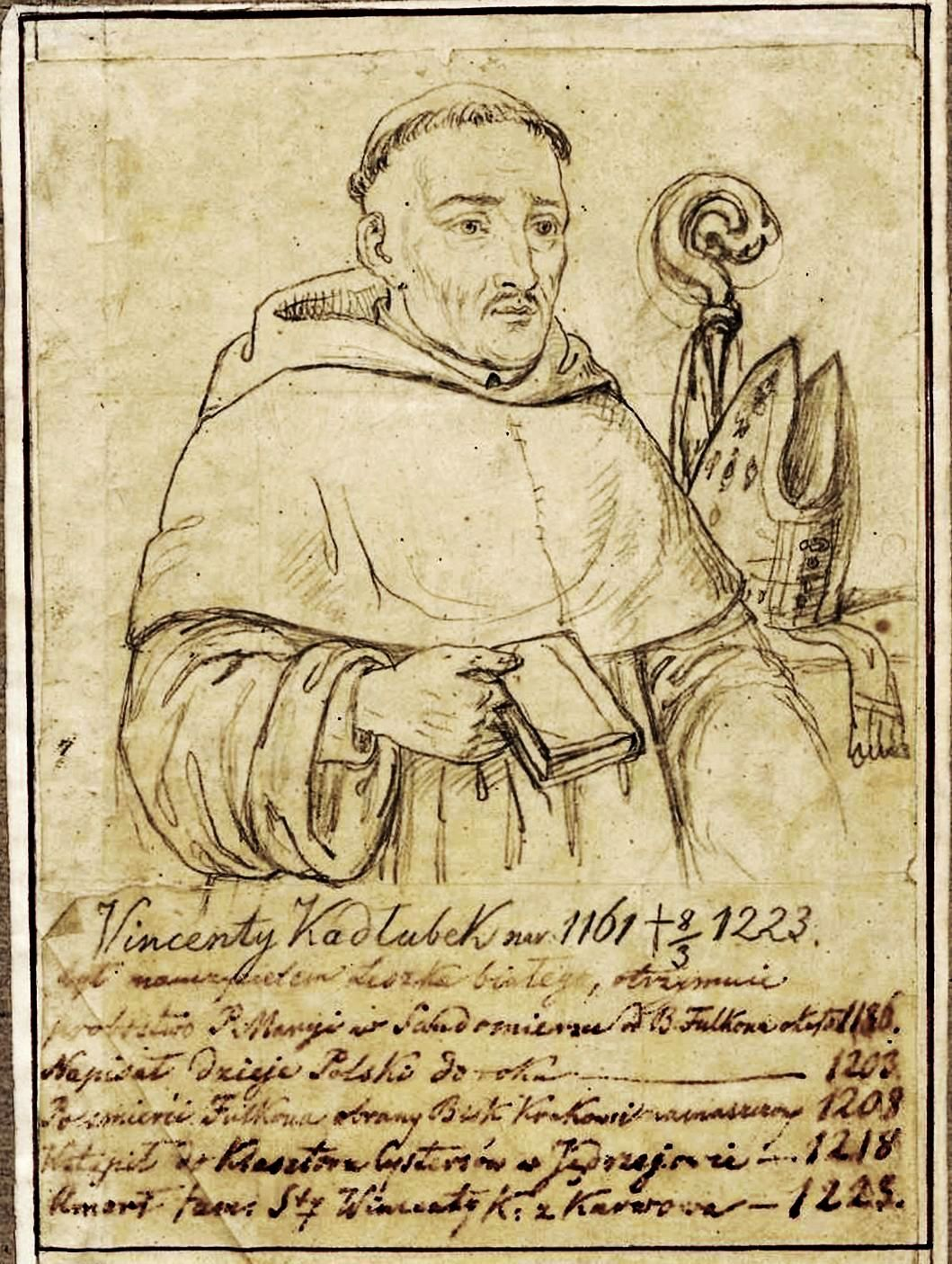
Portret Wincentego Kadłubka w stroju duchownym, grafika Aleksandra Lessera.

### Początki kultu
W sprawie początków kultu Wincentego funkcjonują w literaturze dwie opinie. Zdaniem hagiografów kult ten rozpoczął się wraz ze śmiercią Kadłubka. Natomiast mediewiści wskazują, że nie ma na taką tezę żadnych średniowiecznych przekazów źródłowych – lecz jedynie legendarne, pochodzące dopiero z XVII wieku. Według opinii tych badaczy początki kultu należy datować najwcześniej na XVI wiek.
Cystersi jako zakon nastawiony eschatologicznie, nie zabiegali o kanonizację swoich członków. Mnisi poświęcali się modlitwie i kontemplacji a ich kościoły były, przynajmniej do XVI wieku, niedostępne dla świeckich. Wierni nie mogli więc pielgrzymować do grobu Wincentego czy też się przy nim modlić. Dopiero po soborze trydenckim cystersi stopniowo łagodzili regułę, podejmowali się zadań duszpasterskich i otwierali dla świeckich swoje kościoły. Przed XVII wiekiem do grobu Wincentego w Jędrzejowie tamtejsi mnisi dopuszczali jedynie – na mocy specjalnego pozwolenia – władców, wysokich dostojników państwowych i duchownych. Raczej przygodnymi pątnikami byli Konrad Mazowiecki, Kazimierz Wielki i Kazimierz Jagiellończyk z królową Zofią. Natomiast celowo do grobu Kadłubka pielgrzymowali Jan Długosz i Jakub z Paradyża, składając hołd uczonemu kronikarzowi. W czasach późniejszych w Jędrzejowie modlili się między innymi Jan Zamoyski czy Michał Zebrzydowski.
Najstarszym świadectwem kultu Wincentego jest notatka w katalogu świętych i błogosławionych, pióra Macieja Ubiszewskiego i Marcina Boroniusza, wydanym w Krakowie w roku 1609. Kadłubka tytułowano w niej błogosławionym: B. Wincenty Kadłubek, Biskup Krakowski w Konwencie Andrzejewskim Regułę przyjąwszy pochowan 1223. Natomiast najstarsze znane świadectwo o pielgrzymkach wiernych do Jędrzejowa pochodzi z roku 1688. Musiały one odbywać się już od dłuższego czasu, gdyż przy grobie Wincentego modlili się wówczas nawet Ślązacy i Rusini.
Pierwszym żywotem Wincentego było dzieło Szymona Starowolskiego Vita et miracula servi Dei Vincentii Cadlubkonis, wydane w Krakowie w roku 1642. Wszystkie późniejsze żywoty opierały się na tej pracy hagiograficznej, jedynie rozwijając niektóre jej wątki. Starowolski przypisał wstawiennictwu Wincentego ponad 150 cudów, wśród nich wiele wskrzeszeń z martwych.

### Ekshumacja i elewacja

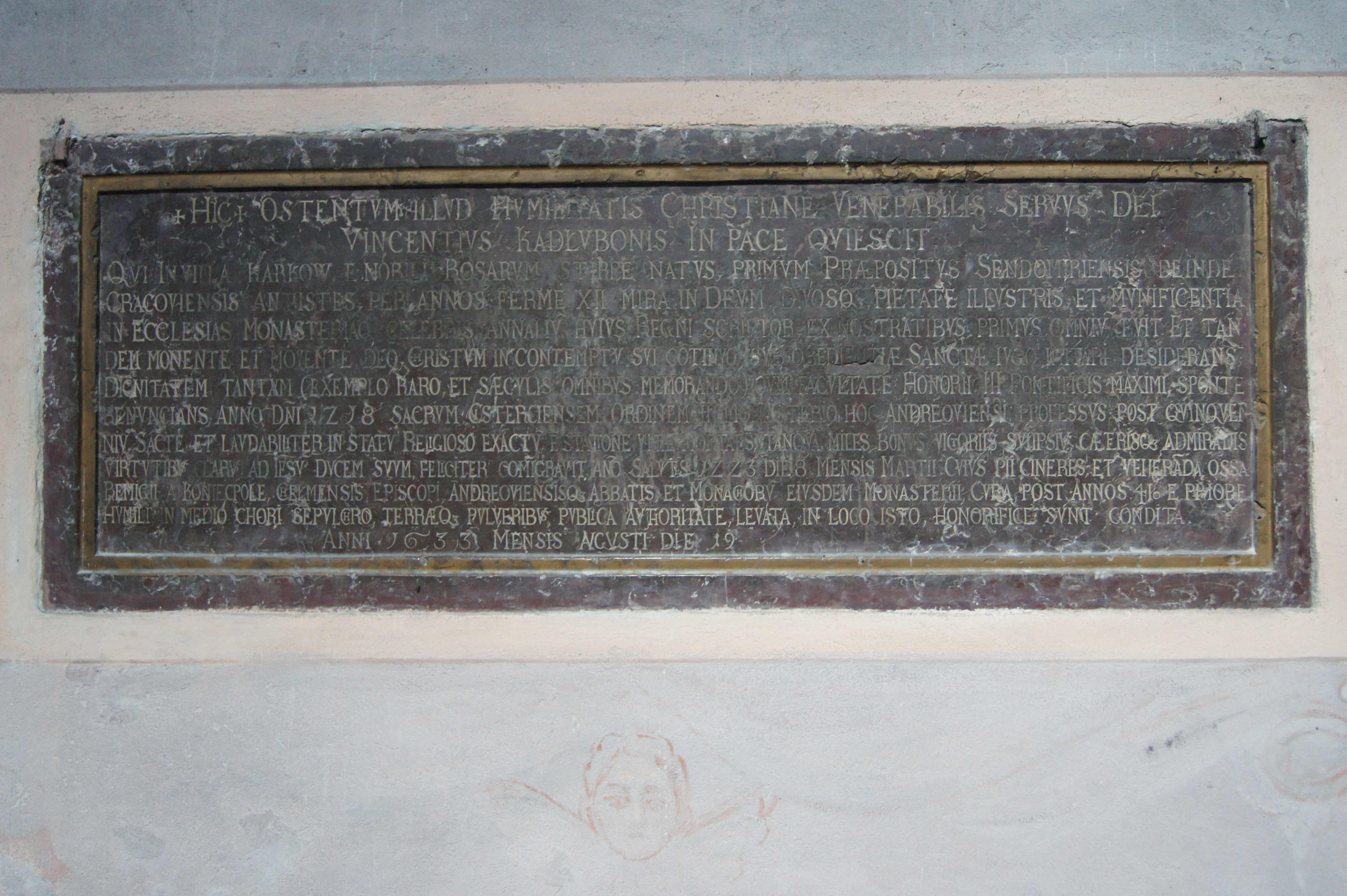
Epitafium Wincentego Kadłubka z 1633 roku w kościele cystersów w Jędrzejowie

W roku 1633 – z inicjatywy biskupa chełmskiego i opata komendatoryjnego klasztoru cystersów Remigiusza Koniecpolskiego – w Jędrzejowie podjęto poszukiwania szczątków Kadłubka. Pozwolenie na otwarcie grobu, identyfikację i przeniesienie zwłok wydał administrator diecezji krakowskiej Piotr Gembicki, pod warunkiem, że czynności te będą miały charakter prywatny. 26 kwietnia dokonano ekshumacji domniemanych szczątków kronikarza. W protokole ekshumacji, którą nadzorował superior krakowskich jezuitów Fryderyk Szembek, zapisano że o identyfikacji zwłok przesądził dobrze zachowany paliusz – insygnium, które przysługiwało od XI wieku biskupom krakowskim. Na podstawie oględzin szkieletu stwierdzono w protokole, że w grobie pochowano mężczyznę słusznego wzrostu o wysoko sklepionej czaszce.
19 sierpnia 1633 roku biskup Remigiusz Koniecpolski dokonał elewacji szczątków Wincentego. Relikwie wyniesiono spod posadzki do nowego grobowca w ścianie (in pariete) kościoła klasztornego. Nowy grobowiec wyposażono w dłuższe epitafium, skromniejszy napis wyryto w posadzce, na miejscu dawniejszego pochówku. Napis na ścianie głosił: Tu Wzór pokory chrześcijańskiej wielebny sługa Boży Wincenty Kadłubek spoczywa w pokoju, którego prochy i czcigodne kości staraniem Remigjusza Koniecpolskiego bpa chełmskiego i opata jędrzejowskiego i zakonników tegoż klasztoru po 410 latach z pierwszego grobu na środku chóru i z prochu ziemi przez publiczną władzę podniesione, w tym miejscu uczciwie złożono. Roku 1633 miesiąca sierpnia 19.

### Beatyfikacja

#### Starania o beatyfikację
W roku 1634 biskupi polscy, zebrani na synodzie w Warszawie, uchwalili prośbę do Stolicy Apostolskiej o kanonizację Wincentego Kadłubka. W roku 1649 król Jan Kazimierz zwrócił się z podobną prośbą do Rzymu, tym razem jednak o beatyfikację. W związku z tym, w roku 1650, biskup krakowski Piotr Gembicki powołał trybunał celem przesłuchania świadków odnośnie do dawności kultu i świętości Wincentego. Proces nie został jednak przeprowadzony.
W 1680 roku prokurator polskiej prowincji cystersów przy Stolicy Apostolskiej Bernard Bogdanowicz złożył wniosek o wszczęcie procesu informacyjnego w sprawie życia i cnót Wincentego. Rok później podobną petycję złożył w Rzymie król Jan Sobieski. W 1683 roku, po uzyskaniu indultu Innocentego XI, Kongregacja Obrzędów zleciła przeprowadzenie procesu kanonizacyjnego biskupowi krakowskiemu Janowi Małachowskiemu. Proces ten odbył się w latach 1688–1692 i zakończył się wyrokiem, w którym wskazano, że zabrakło wiarygodnych dowodów, które umożliwiłyby udowodnienie heroiczności cnót Kadłubka.
W roku 1734 pożar zniszczył kościół i klasztor w Jędrzejowie. Odbudowa trwała około dwudziestu lat. W jej trakcie, najpóźniej w roku 1741, wzniesiono dwie kaplice dobudowane do ściany południowej kościoła. Jedną z nich przeznaczono na nowe miejsce pochówku Wincentego, po jego ewentualnym wyniesieniu na ołtarze. Plan ujęcia jednego z ramion transeptu kaplicami kopułowymi nadał tej części kościoła znamię monumentalizmu i wyznaczył oś poprzeczną, poświęconą Kadłubkowi. Było to naśladownictwo rozwiązania zastosowanego w katedrze krakowskiej, której południowe ramię transeptu jest flankowane przez kaplice.
Synod biskupów polskich ponowił w roku 1734 prośbę do Stolicy Apostolskiej o kanonizację Wincentego. W roku 1761 wniosek ten poparł król August III, który wystosował dwa uroczyste listy do Klemensa XIII z prośbą o kanonizację Kadłubka. W odpowiedzi papież nakazał uzupełnić postępowanie dowodowe z lat 1688–1692.
W roku 1762 senat Rzeczypospolitej przyjął uchwałę, w której poparł wyniesienie na ołtarze Kadłubka. 22 września 1762 roku biskup pomocniczy Franciszek Podkański wydał dekret stwierdzający, że z materiału procesowego wynika, iż kult Wincentego trwa od wieków.

#### Uroczystości beatyfikacyjne

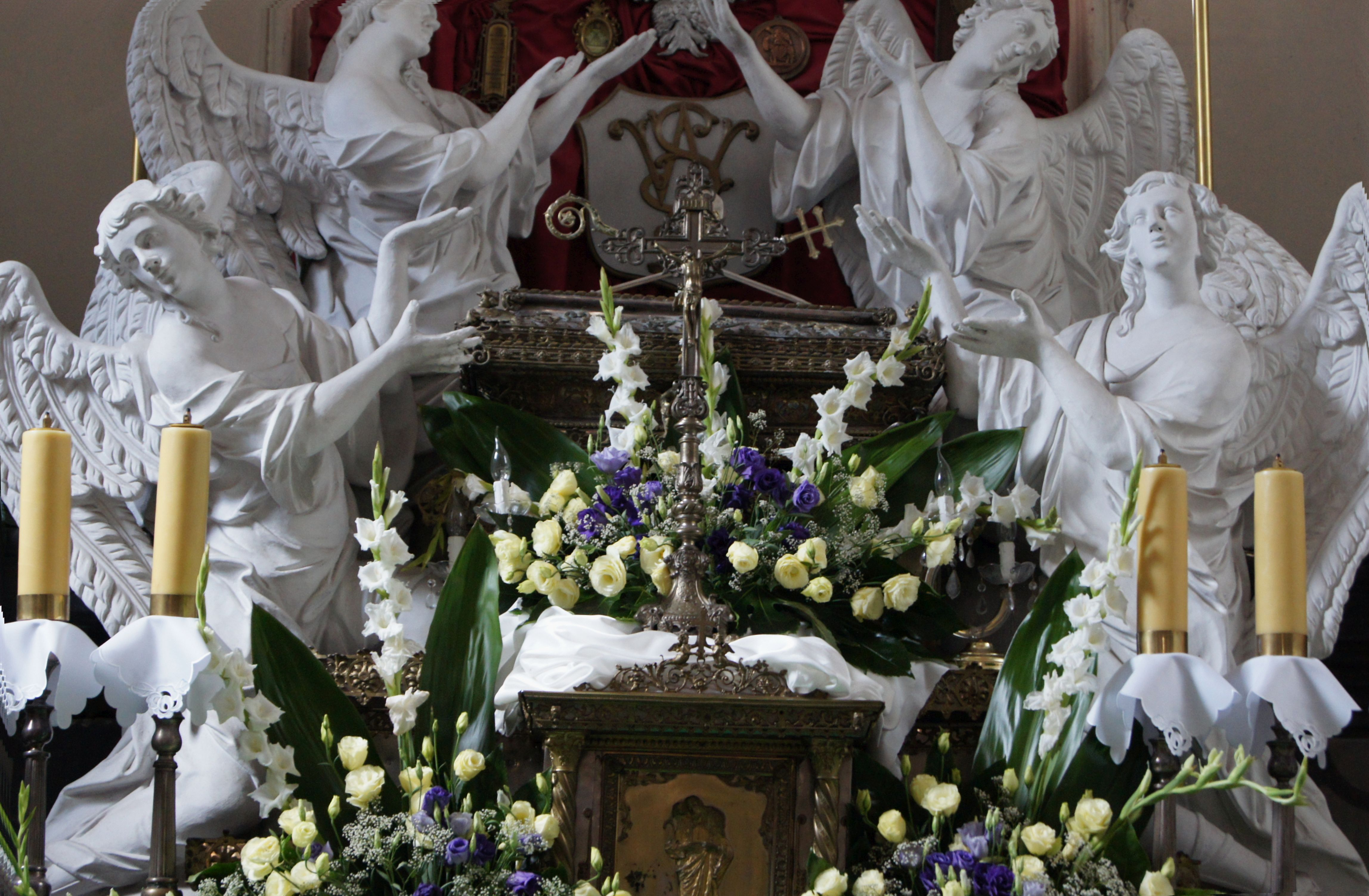
Trumienka ze szczątkami Wincentego Kadłubka w kaplicy kościoła klasztornego w Jędrzejowie

11 lutego 1764 Kongregacja Obrzędów stwierdziła pradawność kultu Kadłubka, ale nie heroiczność jego cnót – co pozwalało jedynie na beatyfikację. Na tej podstawie 18 lutego 1764 roku Klemens XIII wydał dekret beatyfikacyjny, potwierdzający kult Wincentego (confirmatio cultus). 9 czerwca 1764 roku papież ogłosił bullę, w której zezwolił na odprawianie mszy ku czci błogosławionego Wincentego w diecezji krakowskiej i zakonie cystersów.
10 kwietnia 1765 roku biskup krakowski Kajetan Ignacy Sołtyk wydał uroczystą odezwę do duchowieństwa i wiernych, w której poinformował o wyniesieniu na ołtarze Wincentego. Uroczystości beatyfikacyjne odbyły się między 26 a 28 maja 1765 roku w Jędrzejowie. W ich trakcie opat Wojciech Ziemnicki dokonał otwarcia trumny umieszczonej w ścianie kościoła i przeniósł relikwie błogosławionego do nowo wybudowanej kaplicy. Uroczystości miały charakter hucznego festynu. Ich naoczni świadkowie przekazali opowieści o moździerzach bijących na salut, fajerwerkach, bramach tryumfalnych, grających przez trzy dni orkiestrach, prezentowaniu broni przez liczne oddziały wojskowe i tłumach wiernych.
Kaplica grobowa błogosławionego w cysterskim kościele jędrzejowskim została oddzielona od nawy bocznej rokokową kratą, ozdobioną w górnej części herbami Gryf i Złota Wolność opata Wojciecha Ziemnickiego. Mensa ołtarzowa połączona została ze ścianami ażurowymi bramkami, nad którymi przerzucono potężne rocaille. Na mensie ustawiono dwie pary stiukowych aniołów wskazujących na umieszczoną na schodkowej podstawie trumnę ze szczątkami kronikarza. XVIII-wieczną trumnę zastąpiono w 1923 roku nową, autorstwa Jana Podgóralskiego. Nad trumną powieszono obraz przedstawiający Kadłubka en pied, z ascetyczną twarzą pooraną zmarszczkami. Wizerunek nakryto baldachimem z pąsowego aksamitu, który szybko uległ zniszczeniu. Później przystrojono obraz w srebrną sukienkę, ufundowaną po roku 1771 przez opata Bernarda Niegolewskiego. Wizerunek był wielokrotnie przemalowywany, jego pierwotną wersję trudno datować. Przypuszczalnie jest to jedno z przedstawień sporządzonych w trakcie starań o beatyfikację; pochodzi prawdopodobnie z pierwszej połowy XVIII wieku.

### Translacje

#### Sandomierz

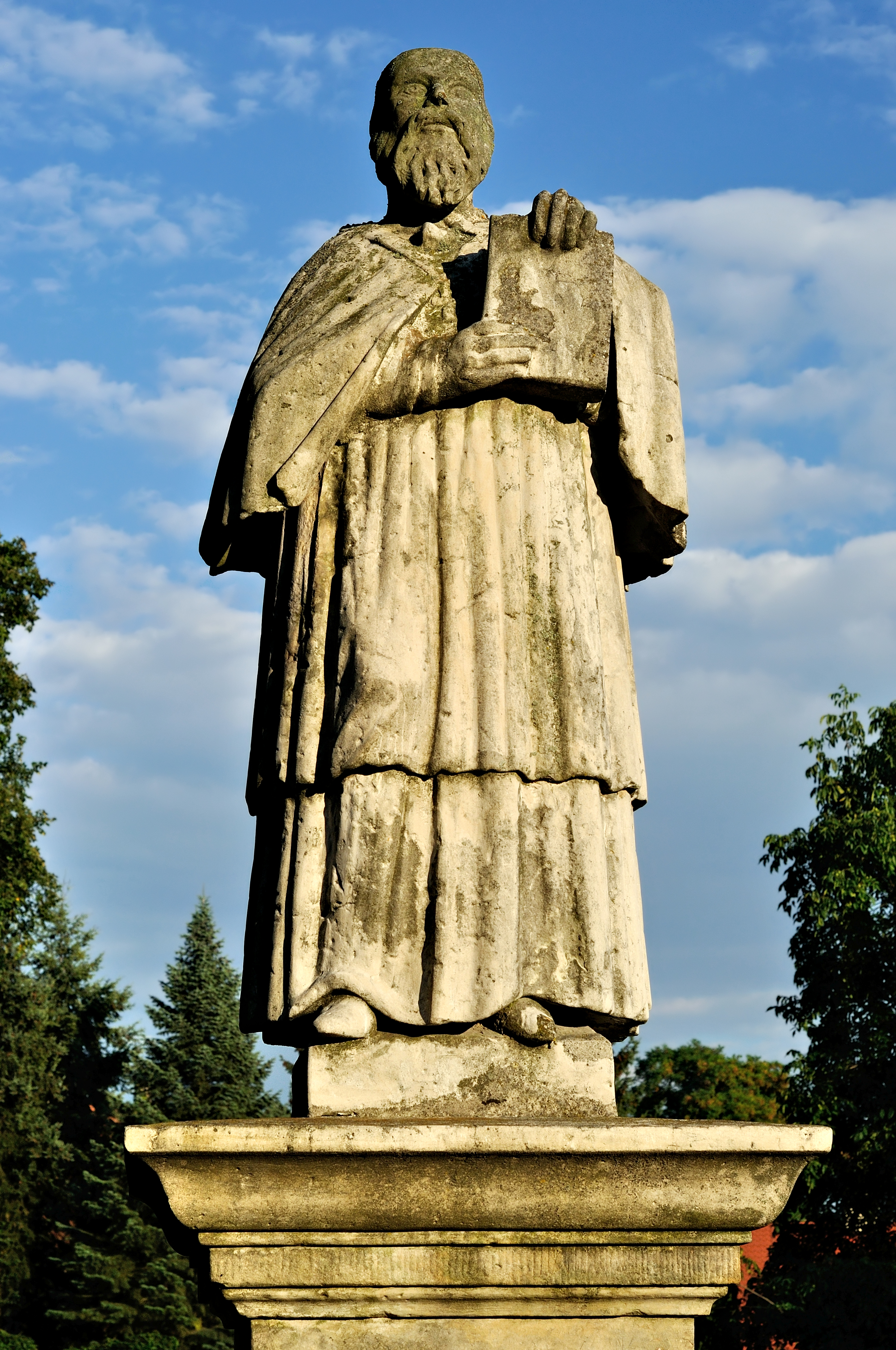
Pomnik Wincentego Kadłubka w Sandomierzu

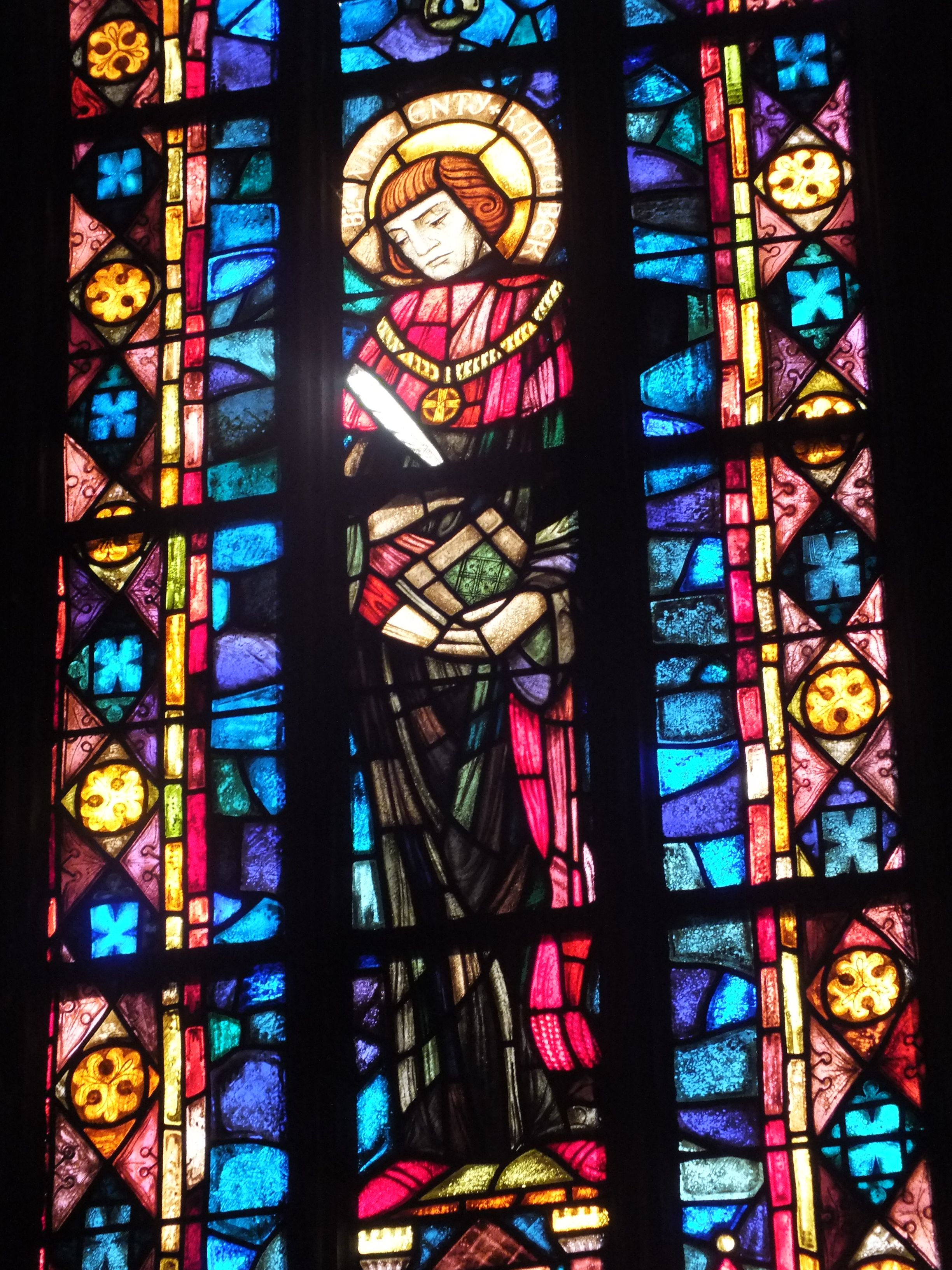
Witraż bł. Wincentego Kadłubka we wrocławskiej archikatedrze św. Jana Chrzciciel

W roku 1845, za pozwoleniem administratora diecezji krakowskiej biskupa Ludwika Łętowskiego, dokonano translacji części szczątków Wincentego z Jędrzejowa do Sandomierza. Relikwie wędrowały wpierw przez parafie diecezji, a następnie zostały złożone w katedrze sandomierskiej. Przy tej okazji Wincenty został ogłoszony patronem miasta – patronus civitatis episcopalis.

#### Wawel
Po sprowadzeniu szczątków Adama Mickiewicza na Wawel w roku 1890, zdecydowano, że następnym przedstawicielem kultury polskiej, którego zwłoki zostaną pochowane w katedrze krakowskiej, będzie Kadłubek. Biskup Jan Duklan Puzyna, po kilkuletnich negocjacjach, uzyskał jedynie zgodę na translację części relikwii. Wcześniej, pomiędzy latami 1766 a 1769, zmieniono dedykację wawelskiego ołtarza Michała Archanioła, przydając mu za nowego patrona błogosławionego Wincentego. Umieszczono w nim obraz zakonnika kontemplującego w zachwyceniu Matkę Boską, wykonany w Rzymie, a datowany na rok 1767. Ołtarz ten usunięto w czasie renowacji.
W roku 1903 dokonano translacji części szczątków Kadłubka z Jędrzejowa na Wawel i umieszczono je w srebrnej trumience, którą wraz z wieczną lampą zaprojektował Stanisław Barabasz, odlał Franciszek Kopaczyński, a opracował krakowski cyzler Mieczysław Ziembowski. Relikwiarz ten uroczyście złożono w katedralnej kaplicy Jana Olbrachta, którą biskup Puzyna zamierzał przekształcić w główne miejsce kultu Kadłubka. W oknie umieszczono witraż autorstwa Józefa Mehoffera, ukazujący Wincentego piszącego kronikę w zaciszu klasztoru otoczonego puszczą leśną. W tle symbolicznie przedstawiona została ówczesna sytuacja Polski, nadając witrażowi kontekst polityczny i patriotyczny. Witraż opatrzony był napisem: Ku czci błogosławionego Mistrza Wincentego Kadłubka, dziejopisa, który patrzał na pierwszą straszną burzę, poczynającą szaleć nad ojczyzną. Witraż ten, wraz z częścią kaplicy Jana Olbrachta, uległ zniszczeniu w styczniu 1945 roku a relikwiarz ze szczątkami przeniesiono tymczasowo do kaplicy Gamrata. Biskup Puzyna zlecił także Włodzimierzowi Tetmajerowi wykonanie polichromii wawelskiej kaplicy Świętej Trójcy, na której Wincenty przedstawiony został jako jeden z czterech najwybitniejszych twórców kultury i nauki polskiej – obok Jana Długosza, Mikołaja Kopernika i Jana Kochanowskiego.
Podczas obchodów rocznicy 750-lecia śmierci Kadłubka, arcybiskup Karol Wojtyła przeniósł uroczyście wawelską trumienkę ze szczątkami kronikarza na stałe do specjalnie przygotowanego miejsca w kaplicy biskupa Piotra Tomickiego.

### Starania o kanonizację
Starania o ponowne wszczęcie procesu kanonizacyjnego Wincentego rozpoczęli w latach pięćdziesiątych XX wieku opat klasztoru cysterskiego w Szczyrzycu Benedykt Biros oraz biskup kielecki Czesław Kaczmarek. W roku 1959, w imieniu polskiej kongregacji cystersów, opat klasztoru w Mogile Augustyn Ciesielski wyznaczył przebywającego w Rzymie księdza Piotra Naruszewicza postulatorem kanonizacji. Naruszewicz wniósł sprawę do Kongregacji Obrzędów oraz mianował wiecpostulatorem cystersa jędrzejowskiego Klemensa Świżka. W roku 1961 kanonizację Kadłubka poparła Konferencja Episkopatu Polski; poinformował o tym pisemnie Stolicę Apostolską prymas Stefan Wyszyński. List postulacyjny w imieniu Katolickiego Uniwersytetu Lubelskiego wystosował do Rzymu rektor Marian Rechowicz. W odpowiedzi na te trzy prośby Kongregacja Obrzędów wydała w 1962 roku oficjalny dokument, na mocy którego wznowiono proces kanonizacyjny Wincentego – Positio super reasumptione cauasae.
Wznawiając proces Kongregacja Obrzędów poleciła utworzyć w Polsce komisję historyczną, która miała za zadanie zebrać wszystkie dokumenty dotyczące Wincentego. Według opinii kongregacji, w Rzymie brakowało bowiem istotnych dowodów świadczących o życiu i heroiczności cnót błogosławionego, co uniemożliwiało dalsze postępowanie procesowe. W skład komisji weszli Antoni Słomkowski z Katolickiego Uniwersytetu Lubelskiego, cysters Stanisław Kiełtyka oraz historycy kościelni Józef Milewski i Jan Koceniak.
Podczas uroczystości dwusetnej rocznicy beatyfikacji Wincentego, na której w 1964 roku w Jędrzejowie zebrał się cały episkopat polski, prymas Wyszyński wygłosił kazanie popierające kanonizację, w którym nazwał kronikarza wychowawcą narodu polskiego. Arcybiskup krakowski Karol Wojtyła, w liście wydanym z tej okazji, również wsparł kanonizację: Uważam za swój obowiązek (...) przypomnieć wielką postać błogosławionego Wincentego Kadłubka, ojca kultury polskiej. Wszak był on w swoich czasach, w pierwszych stuleciach naszych dziejów, tym właśnie nowym człowiekiem w Jezusie Chrystusie. Tworzył on życie własne i życie swoich rodaków wedle ducha Ewangelii. Przez to wskazuje nam również w czasach dzisiejszych, że kultura chrześcijańska oraz jej nieustająca odnowa opiera się o człowieka, który całą duszą stara się zakorzenić w Jezusie Chrystusie. Owocem tego zakorzenienia jest szlachetne człowieczeństwo, a najpełniejszym – świętość.
Proces w Rzymie toczył się do roku 1971. Wówczas to Kongregacja Obrzędów wydała dokument Positio super vita et vitutibus ex officio concinnata, w którym orzekła, że w aktach kanonizacyjnych brakuje dokumentacji, która potwierdzałaby cnoty heroiczne Kadłubka. Na tej podstawie w 1972 roku wydano wyrok, w którym reasumpcja sprawy kanonizacji Wincentego została oddalona.
Decyzja Kongregacji Obrzędów została uznana za ostateczną, a Jan Paweł II nie kanonizował Kadłubka, mimo że postulował to przed wyborem na papieża.
Wbrew decyzji Rzymu, podczas uroczystości osiemsetlecia nominacji biskupiej Kadłubka oraz 790. rocznicy przybycia Wincentego do Jędrzejowa, które obchodzono w roku 2008, arcybiskup krakowski Stanisław Dziwisz konsekwentnie tytułował kronikarza „świętym”. W okolicznościowym kazaniu powiedział między innymi: W wielkim sercu świętego pasterza, wybitnego historyka, wielkim przez miłość Boga i człowieka, nie zabrakło miejsca na miłość ojczyzny – świadectwo tej miłości utrwalił w czterech księgach swojej Kroniki. (...) Kościół krakowski, kielecki i sandomierski pielgrzymuje dzisiaj do grobu świętego Wincentego Kadłubka, by modlić się o świętość kanonizowaną.

## Upamiętnienie
26 lutego 2013 Rada Miasta Jędrzejowa ustanowiła Kadłubka patronem miasta. Jest on także drugim patronem diecezji kieleckiej (wspomnienie 9 października), a dwie parafie – w Jędrzejowie i Domaszowicach są pod jego wezwaniem. W Karwowie znajdują się kapliczka i źródło jego imienia, które według tradycji uznawane jest za cudowne.